# Comarca de Alcalá
La comarca de Alcalá o comarca complutense es una comarca no oficial situada al este de la Comunidad de Madrid (España) con cabecera en Alcalá de Henares. El territorio coincide con el de dos comarcas naturales, la Alcarria alcalaína y la Campiña del Henares, separadas por el río Henares.

## Geografía
Situada en la península ibérica sobre la Meseta Central, entre los paralelos 40°45′ (Valdetorres de Jarama) 40°11′ (Perales de Tajuña) y entre los meridianos 3°35′ (Coslada) 3°8′(Pezuela de las Torres), el área se corresponde a unos 1.421,42 km² con una altitud media de 694,4 m s. n. m. Entre sus hitos más elevados se halla el cerro Ecce Homo (836 m s. n. m.) o la villa de Los Santos de La Humosa (906 m s. n. m.). 

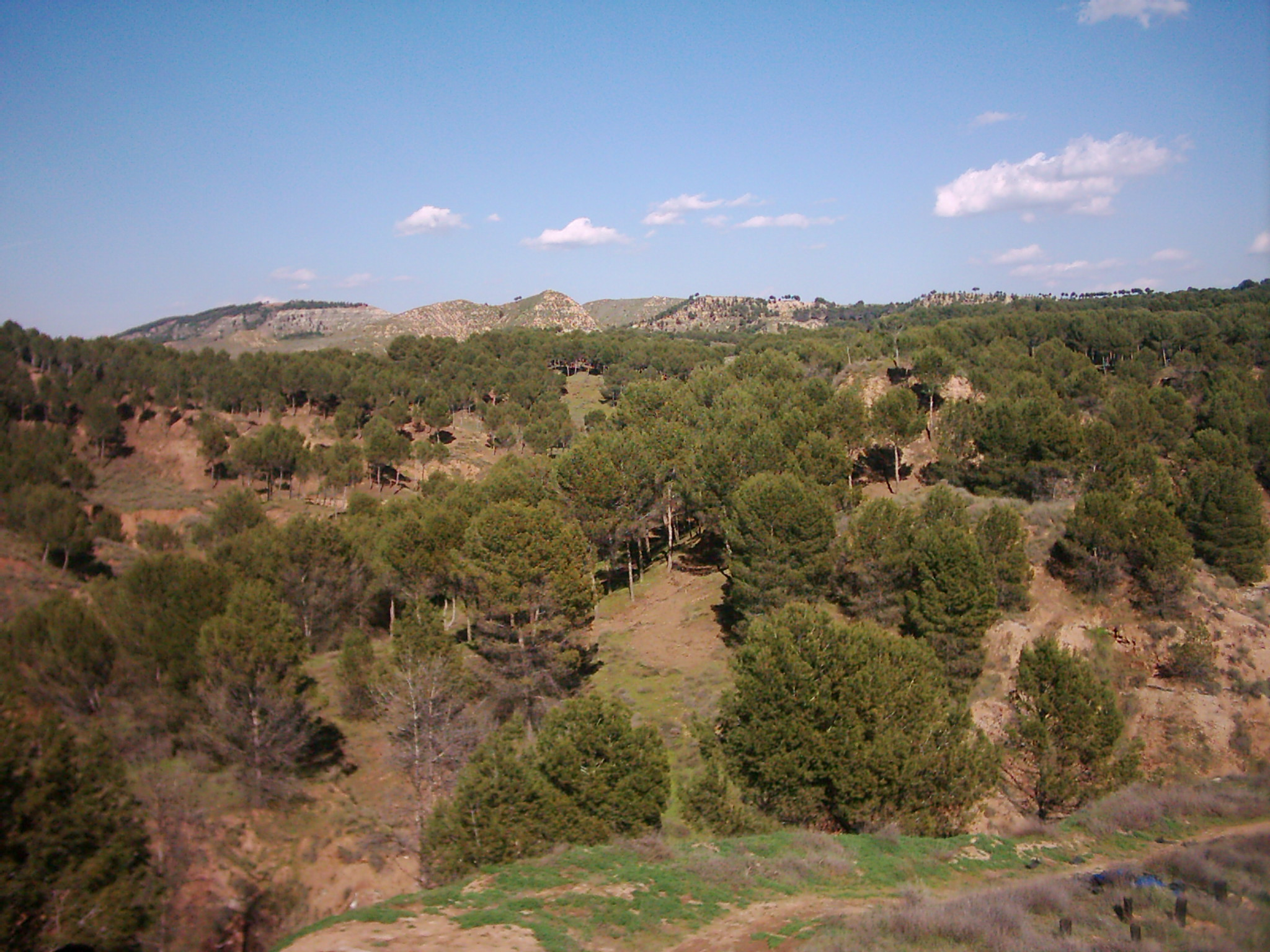
Paisaje del parque de los Cerros.

La región está formada por dos comarcas naturales cuyo límite natural es el río Henares: Al norte se extiende la unidad de La Campiña, una llanura con escasas elevaciones, destacando montes como La Muela (818 m), Santa María (762 m) o Bujés (762 m) y atravesada de norte a sur por arroyos que tributan sus aguas al Henares como el río Torote, Camarmilla, Las Monjas, Valmediano, Ardoz o Pelayo. Al oeste de esta área hace de frontera natural el propio río Jarama.
En la mitad meridional de la comarca la superficie se eleva abruptamente a partir de la orilla sur del río Henares, en forma de alcarria, tomando de ahí su nombre la comarca de la Alcarria de Alcalá. Esta región llega a superar los 900 m en municipios colindantes con la provincia de Guadalajara, especialmente en las parameras alcarreñas de Los Santos de La Humosa o Santorcaz.
Hacia el suroeste, hace una breve aparición el río Manzanares en su desembocadura en el Jarama. Esta zona es atravesada por el arroyo de los Migueles, tributario del Manzanares, el Vilches y volviendo un poco hacia el norte sin llegar a la Vega del Henares cruza prácticamente de extremo a extremo el Arroyo de Anchuelo, con dos afluentes propios, Pantueña y Val de Loeches, ambos en la margen derecha.
Al sur de la alcarría de Alcalá, el río Tajuña es el principal curso de agua, atravesando toda la zona sur de este a oeste siendo su principal afluente el Arroyo de la Vega, en su margen izquierda. Los arroyos de Valdaracete, Valdecañas y la Veguilla hacen su presencia en la margen derecha.

En el centro comarcal transcurre el río Henares, a cuyo paso y más apreciadamente en su margen izquierda forma la llamada Vega del Henares, paraje de baja altitud y clara homogeneidad debida a la erosión primitiva del río y de constantes inundaciones hasta tiempos más recientes.

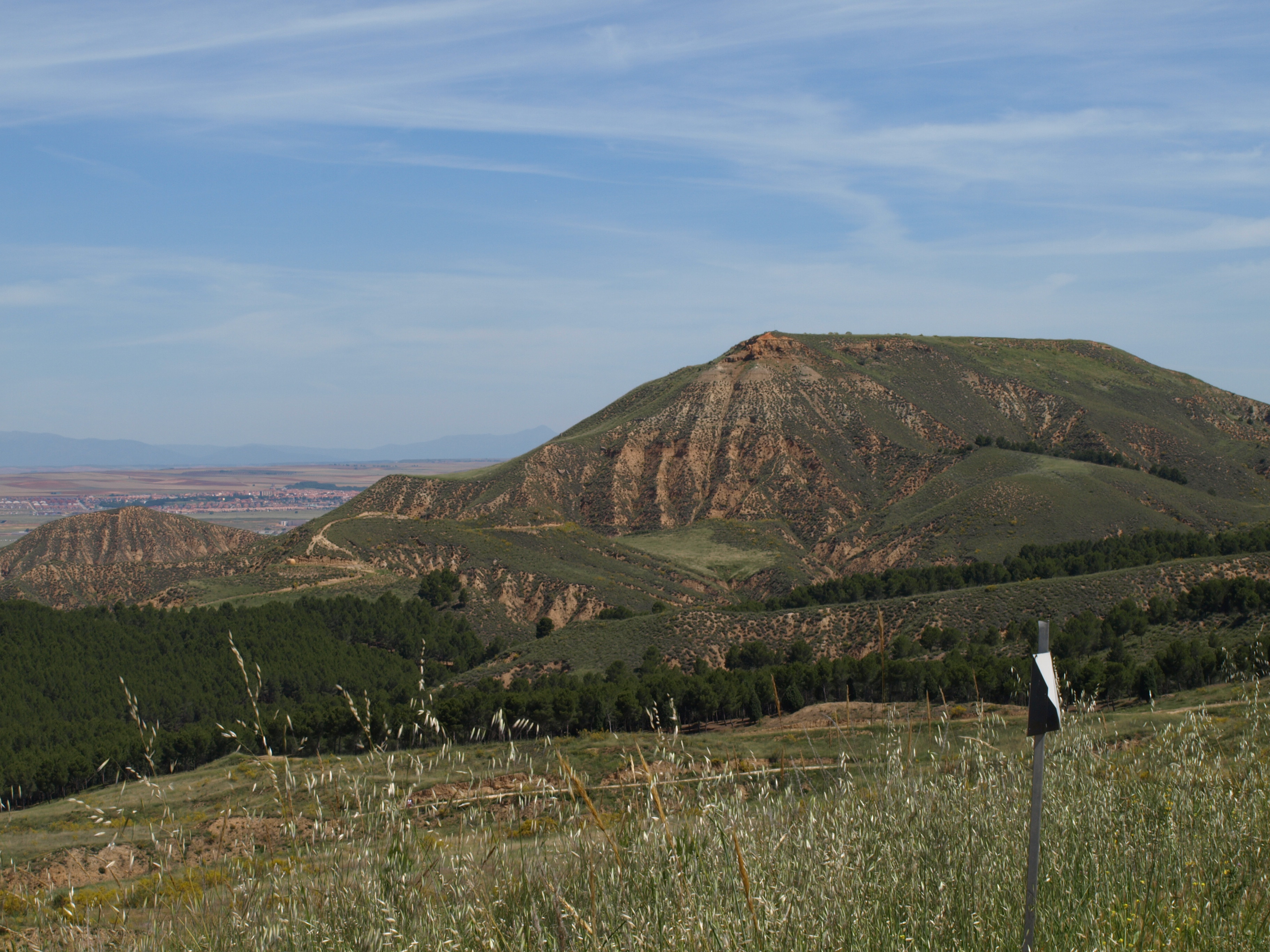
Vista del Ecce Homo. A la izquierda sobre el cerro de la Tortuga, se divisa la campiñera Meco.

### Clima
El clima de Alcalá es de tipo mediterráneo continentalizado, con sus característicos veranos calurosos y secos y sus fríos y húmedos inviernos. La temperatura es sensiblemente más baja en la Alcarria de Alcalá que en la Campiña y el central valle del Henares lo que da lugar que las noches habitualmente sean frías incluso en verano, sobre todo en los pueblos que se sitúan por encima de los 750 m.
Suelen incidir en invierno algunas nevadas tanto en La Campiña como en La Alcarria. Sin embargo, a pesar de la cercanía de los municipios en los que sí acontece la nieve, las nevadas son muy extrañas en las vegas de los grandes ríos, especialmente en la del Henares, pudiéndose no ver nevadas en varios años. Los ríos así mismo provocan frecuentes nieblas en otoño o invierno.

### Comunicaciones
Históricamente, la comarca de Alcalá ha sido un lugar estratégicamente situado y de importante tránsito debido a su centralidad peninsular y a su facilitadora orografía. Tanto es así, que ya en época romana Complutum era uno de los núcleos centrales de los que partían vías romanas hacia todos los extremos peninsulares o al menos transcurrían por ella: hacia Cartagonova, Caesaraugusta, Toletum, etc, particularidad que la convirtió en una de las principales ciudades de Hispania. De hecho, en el Itinerario de Augusto se hace referencia a 23 vías principales y secundarias que llegaban y partían de la ciudad.
En la actualidad, transcurren por ella dos carreteras nacionales cuyas actuales denominaciones son A-II (Madrid- Barcelona) y la A-III (Madrid-Valencia).
A ambas hay que añadirles dos autopistas próximas a cada una: la R-II (Madrid-Guadalajara) y la R-III (Madrid - Arganda).
De menor entidad aunque no sin importancia a nivel comarcal, existen la comarcal M-100 (Alcalá-A-I) y la M-300 (Alcalá - Arganda) creando entre ambas unidad comunicacional entre el norte y el sur comarcal.

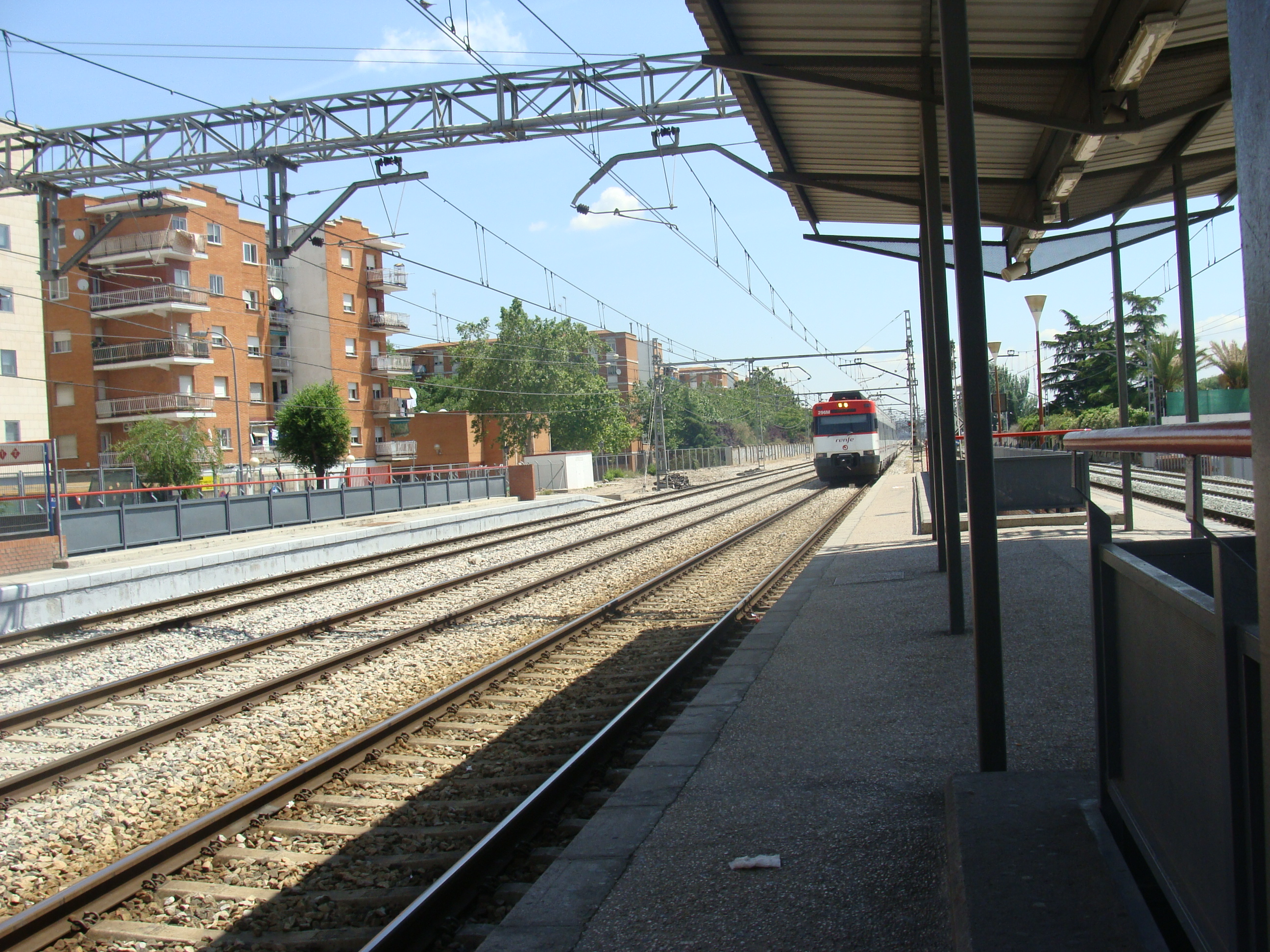
Línea de FFCC Madrid-Zaragoza-Barcelona a su paso por la estación de Torrejón de Ardoz

Respecto al ferrocarril, discurre la histórica línea de Madrid a Barcelona, atravesando el denominado Corredor del Henares de extremo a extremo, en la que los trenes de líneas regulares nacionales realizan únicamente parada en la capital comarcal. Sucede al contrario en los servicios de Cercanías, el cual posee estaciones en todos los municipios por los que transcurre la vía (Coslada, San Fernando, Torrejón, Alcalá y Meco). Actualmente, estas líneas de Cercanías son: C-2 (Madrid, Chamartín - Guadalajara) y C-7 (Madrid, Príncipe Pío - Alcalá). Cabe destacar la importancia estratégica de Coslada, motivo que le hace sede de un importante Puerto Seco de tráfico de mercancías, a partir del que se distribuye mercancía al resto de España, funcionando así como un verdadero puerto en el interior.
Así mismo, transcurre a través de la comarca una línea de Alta Velocidad (Madrid-Zaragoza-Lérida). A pesar de haber estado en estudio que en Alcalá se situase una lanzadera AVE, finalmente no se optó por esta opción.

Está en proyecto la prolongación de la línea de Cercanías C-4 hasta Algete. El Metro de Madrid se extiende hasta algunos municipios de la comarca. La línea 9 llega hasta Rivas-Vaciamadrid y Arganda del Rey, mientras que la 7 llega hasta Coslada y San Fernando de Henares.

Mapa de la Comarca de Alcalá con sus dos subcomarcas (Alcarria y Campiña) más el resto de municipios pertenecientes a la Diócesis.
La Campiña
Alcarria
Diócesis

## Demografía
El territorio de la comunidad de Villa y Tierra de Alcalá y el denominado Alfoz de Alcalá se correspondía a veinticinco localidades y a los partidos judiciales de Coslada, Torrejón de Ardoz, Alcalá de Henares y Arganda del Rey.

A 1 de enero de 2005 había censados 663.199 habitantes, a lo que hay que destacar que la mayor parte de la población se concentra en las localidades situadas en el margen septentrional del río Henares que son además por las que transcurre la autovía A-2 y la línea férrea Madrid-Barcelona, denominándose a esta región Corredor del Henares.
Esta concentración de población y de actividades económicas ha significado una profunda urbanización del suelo llegando casi a formar una conurbación continua de oeste a este únicamente interrumpida en puntos como el paso del río Torote (Coslada y San Fernando comparten entramado urbano y la zona industrial de San Fernando está anexionada a Torrejón).
De esta manera, en el área del Corredor del Henares destaca la actividad industrial, destacando así mismo por ser una de las principales zonas industriales del país, así como por la abundancia de grandes superficies comerciales y de centros de actividad logística. Habitualmente se incluye como núcleo industrial del Corredor a Daganzo a pesar de no colindar con la A-2 ni ser localidad ribereña del Henares.
Toda esta intensa actividad humana del Corredor contrasta con la relativa calmada actividad del resto de la comarca, es decir, tanto hacia el norte (Campiña) como hacia el sur (Alcarria), el entorno es de tipo rural, como única excepción parcialmente, la localidad de Arganda, en la Alcarria.
En ambas áreas prevalece la actividad agropecuaria.[cita requerida] En la Alcarria de Alcalá la actividad olivarera está bastante extendida, destacando como área de especial interés el entorno de Campo Real. La apicultura se extiende a lo largo del linde con Guadalajara, actividad propia de toda el área natural alcarreña. Arganda del Rey destaca por sus vinos puesto que es cabeza de un subárea vinícola cuyos caldos están catalogados con Denominación de Origen. En la Campiña se extienden extensos paisajes cerealistas, únicamente interrumpidos por los propios núcleos urbanos.

### Municipios
El territorio que compone la comarca complutense es sobre el que histórica y económicamente ha ejercido su influencia Alcalá de Henares. Está delimitada al norte por Torrelaguna, al este por el límite de la provincia de Guadalajara, al sur por Arganda y el valle del Tajuña, al oeste por el curso del río Jarama. Su extensión es de aproximadamente 1.500 kilómetros cuadrados y de forma triangular dividido en dos partes casi iguales por el río Henares.

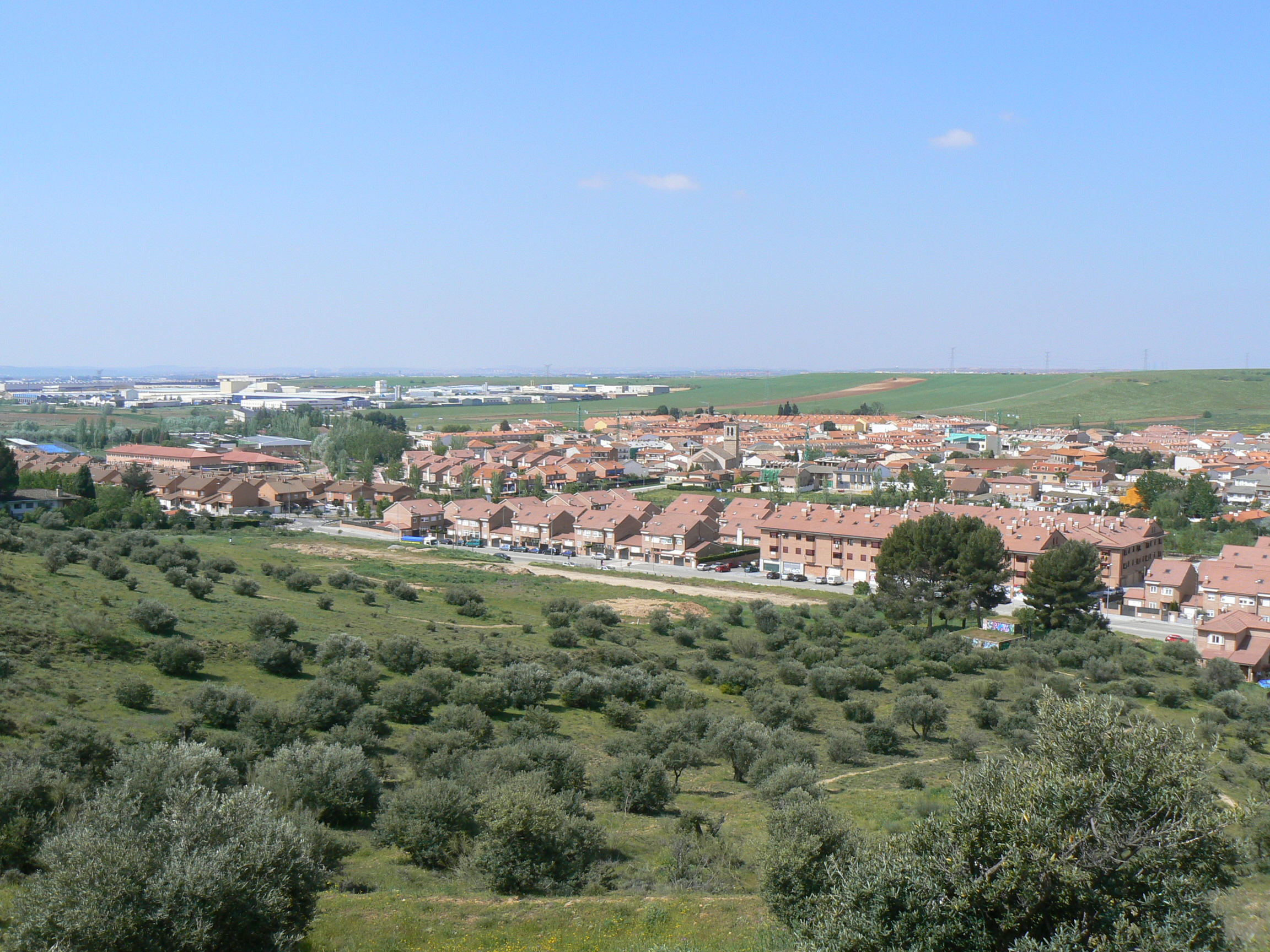
Camarma

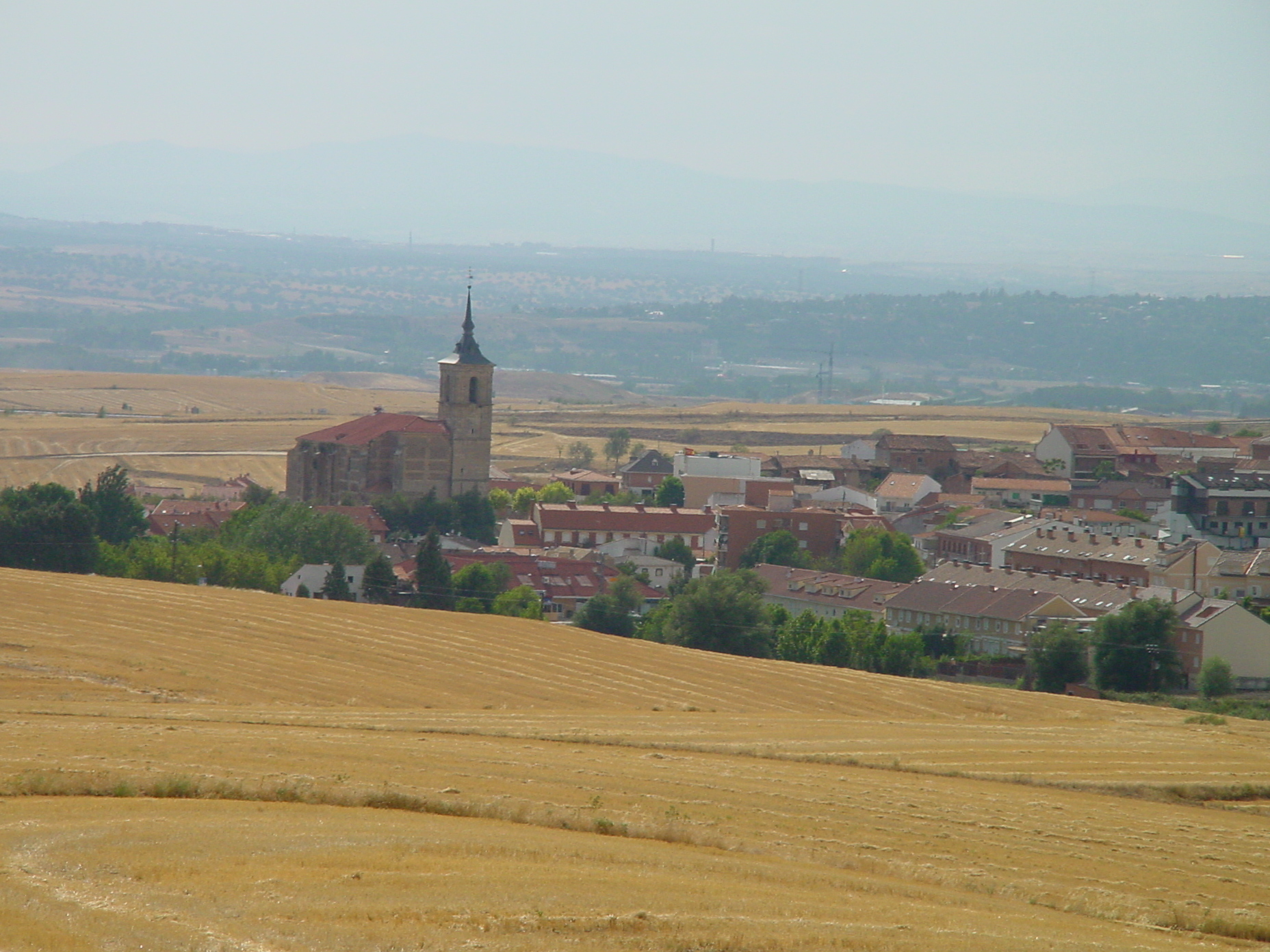
Cobeña

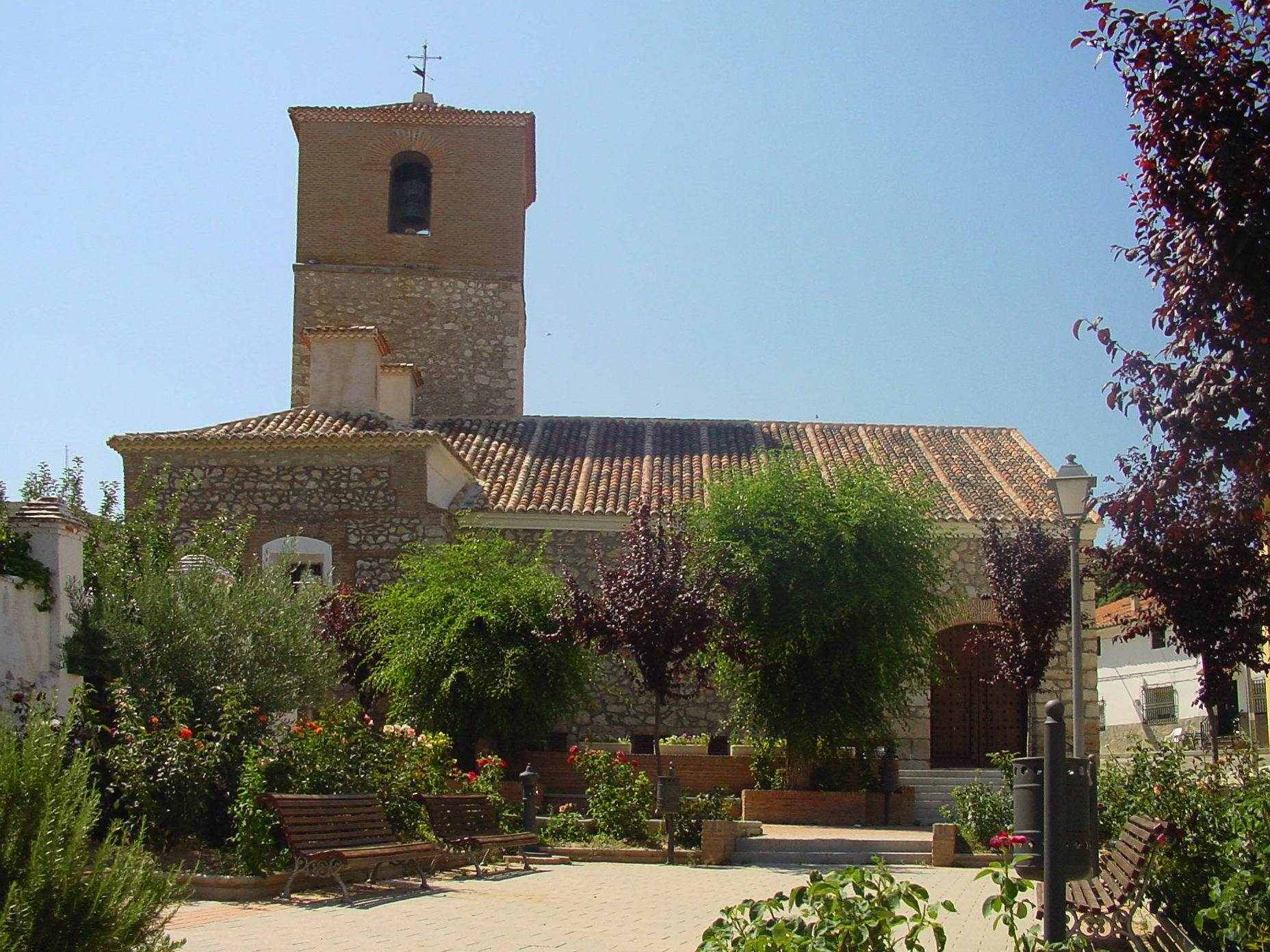
Anchuelo

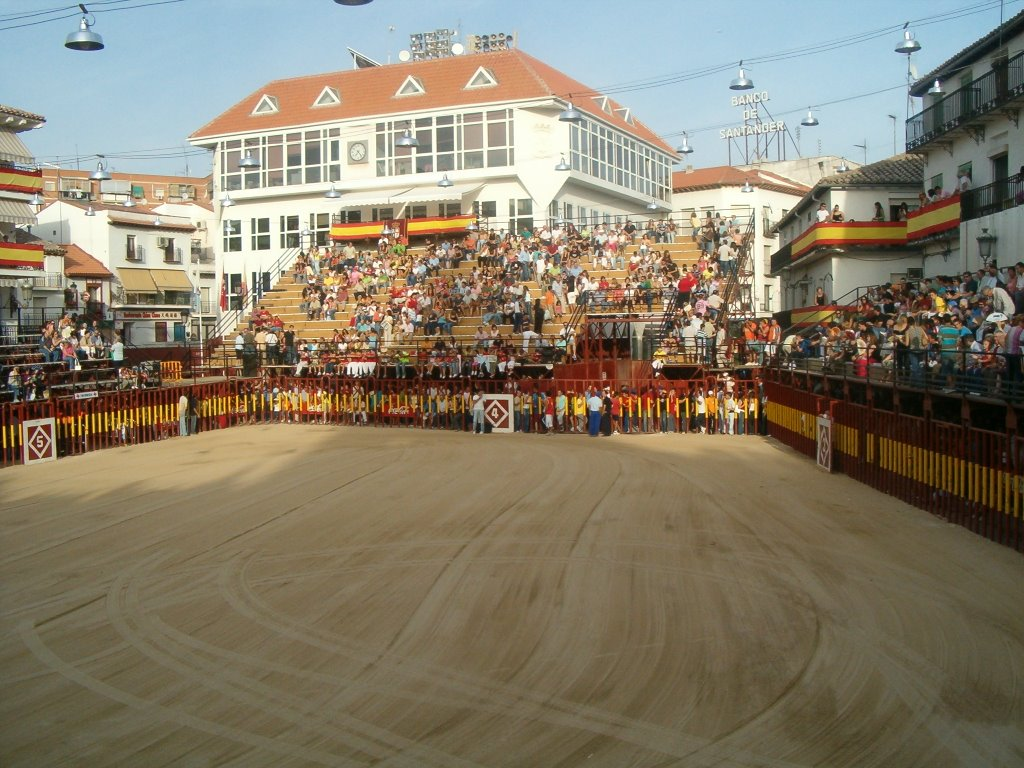
Arganda del Rey

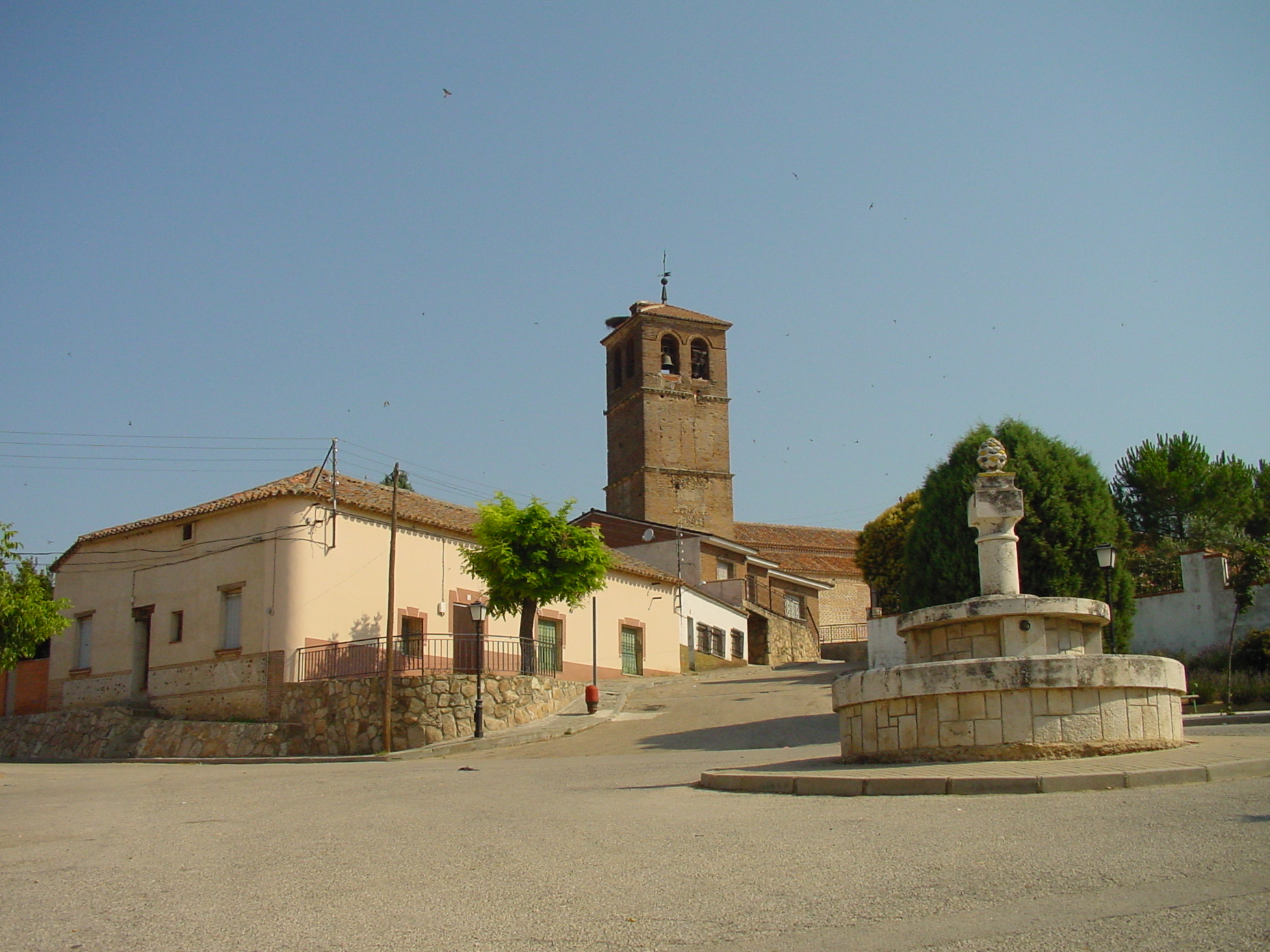
Ribatejada

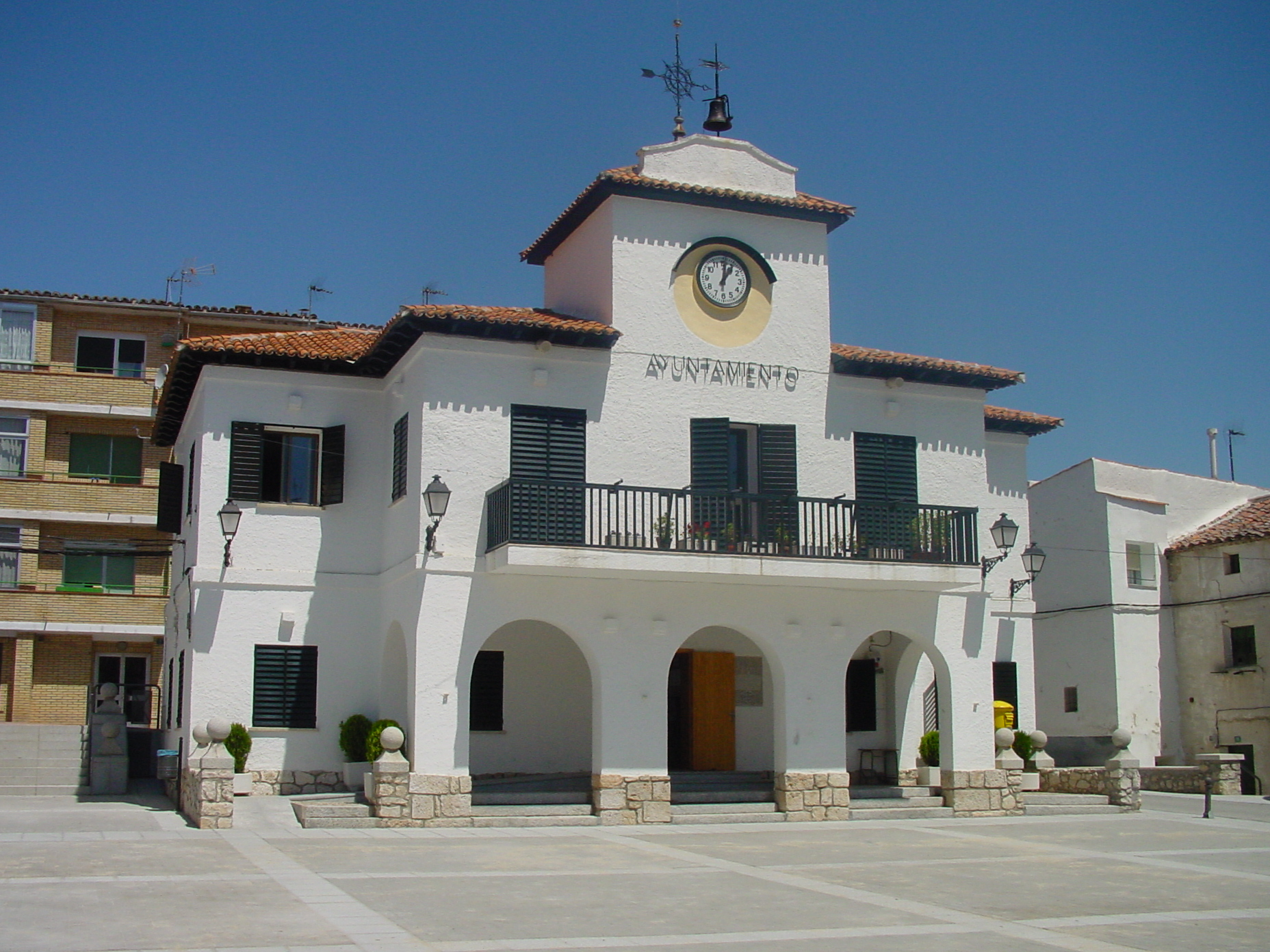
Villar del Olmo

| Escudo | Municipio                                 | Población | Superficie (km²) | Densidad (hab./km²) |
| ------ | ----------------------------------------- | --------- | ---------------- | ------------------- |
|        | Ajalvir                                   | 4261      | 19,62            | 217,17              |
|        | Alcalá de Henares                         | 204823    | 87,72            | 2334,96             |
|        | Algete                                    | 20136     | 37,88            | 531,57              |
|        | Ambite                                    | 586       | 26               | 22,53               |
|        | Anchuelo                                  | 1209      | 21,55            | 56,10               |
|        | Arganda del Rey                           | 55981     | 79,65            | 702,83              |
|        | Belvis del Jarama (Paracuellos de Jarama) |           |                  |                     |
|        | Camarma de Esteruelas                     | 6995      | 35,43            | 197,43              |
|        | Campo Real                                | 5715      | 61,75            | 99,55               |
|        | Carabaña                                  | 2017      | 47,58            | 42,39               |
|        | Cobeña                                    | 6984      | 20,84            | 335,12              |
|        | Corpa                                     | 658       | 25,91            | 25,39               |
|        | Coslada                                   | 91425     | 12,01            | 7612,40             |
|        | Daganzo de Arriba                         | 9793      | 43,77            | 223,73              |
|        | Fresno de Torote                          | 2043      | 31,59            | 64,67               |
|        | Fuente el Saz de Jarama                   | 6324      | 33,23            | 190,30              |
|        | Loeches                                   | 8078      | 44,06            | 183,34              |
|        | Los Hueros (Villalbilla)                  |           |                  |                     |
|        | Los Santos de la Humosa                   | 2421      | 34,89            | 69,38               |
|        | Meco                                      | 12925     | 35,11            | 368,12              |
|        | Mejorada del Campo                        | 23048     | 17,21            | 1339,22             |
|        | Nuevo Baztán                              | 6299      | 20,2             | 311,83              |
|        | Olmeda de las Fuentes                     | 340       | 16,57            | 20,29               |
|        | Orusco de Tajuña                          | 1308      | 21,51            | 60,80               |
|        | Paracuellos de Jarama                     | 21128     | 43,92            | 481,05              |
|        | Perales de Tajuña                         | 2990      | 48,92            | 61,12               |
|        | Pezuela de las Torres                     | 798       | 41,44            | 19,25               |
|        | Pozuelo del Rey                           | 1052      | 31               | 33,93               |
|        | Ribatejada                                | 696       | 31,82            | 21,87               |
|        | Rivas-Vaciamadrid                         | 78133     | 67,38            | 1123,35             |
|        | San Fernando de Henares                   | 41126     | 39,86            | 1031,76             |
|        | Santorcaz                                 | 845       | 27,98            | 30,20               |
|        | Serracines (Fresno de Torote)             |           |                  |                     |
|        | Tielmes                                   | 2658      | 26,88            | 98,88               |
|        | Torrejón de Ardoz                         | 123761    | 32,62            | 3794,02             |
|        | Torres de la Alameda                      | 7899      | 43,79            | 180,38              |
|        | Valdeavero                                | 1494      | 18,79            | 79,51               |
|        | Valdeolmos-Alalpardo                      | 3633      | 26,81            | 135,50              |
|        | Valdetorres de Jarama                     | 4176      | 33,52            | 124,58              |
|        | Valdilecha                                | 2910      | 42,48            | 68,50               |
|        | Valverde de Alcalá                        | 453       | 13,53            | 33,48               |
|        | Velilla de San Antonio                    | 12246     | 14,35            | 853,37              |
|        | Villalbilla                               | 15049     | 34,63            | 336,21              |
|        | Villar del Olmo                           | 2115      | 27,62            | 76,57               |

### Evolución histórica

#### Fase prerromana
En esta primera fase se produce una evolución que lleva desde los primeros asentamientos situados de forma dispersa y de población más bien equitativa, hacia una creciente concentración poblacional en determinados poblados.
Desde los primeros pobladores, bien en algunos momentos del Bronce, bien en tiempos del Hierro, la población se asentaba en tribus de manera dispersa y equitativa por todo el territorio, aunque siempre con mayor preferencia hacia los ríos de mayor entidad: río Henares, río Tajuña y Jarama. La cantidad de poblados se reduciría con la llegada de las culturas celtiberizantes, carpetanos y arévacos, entre otros, de manera que la población se concentró en unos pocos asentamientos, según muestran los indicios.

#### Fase romana - postromana
Con la llegada de los romanos, uno de esos poblados, Kombouto, en el cerro de San Juan, empieza a sufrir un proceso de urbanización. Con la Pax Romana en el siglo II, la población bajará paulatinamente al llano, empezando a crecer allí la ciudad de Complutum (La actual Alcalá de Henares). De esta manera, se produce una centralización de la disposición de la población hacia la ciudad (una ciudad y en su órbita un conjunto de villas de menor entidad). Posteriormente, se irá produciendo la despoblación de algunos municipios.

#### Fase medieval - Fuero Nuevo
La configuración de la población se mantendrá igual que en la época visigótica, hasta la repoblación fomentada por el Fuero Viejo, en 1135. Algunos pueblos serán refundados (muchos de ellos llevaban siglos despoblados), otros creados de nueva planta y los que ya existían crecerán, pero la ciudad de Burgo de Santiuste (Alcalá de Henares), seguirá siendo la fuente monocefálica de referencia.
Cisneros dotará a la Tierra de Alcalá del Fuero Nuevo y con ella la ciudad complutense crecerá aumentando su influencia, tamaño y población. El municipio de Santorcaz adquiere cierta importancia en esta época.

#### Fase postfuero nuevo -sigloXIX
Los municipios irán adquiriendo la independencia respecto al gobierno local alcalaíno. Estos además crecerán mientras que el crecimiento en la capital será más moderado (por tanto, se acortan diferencias demográficas). Un acontecimiento de trasdencia marcará decisivamente la dinámica urbana de la comarca: El establecimiento en 1561 de la capital de España en Madrid. Al contrario que sucederá en el siglo XX, aquí las poblaciones irán reduciendo su población debido a la influencia de esta ciudad.
El caso más dramático se dará en Alcalá de Henares, donde el impacto será mayor, puesto que además de la desaparición de instituciones de todos los ámbitos: político, religioso, civil, científico y cultural (el traslado a la capital de la Universidad Complutense en 1836) y del cambio de actividades económicas que conllevó (de actividades más propias de un entorno urbano y preindustrial se pasó a actividades de ídole rural), la población se redujo a menos de la mitad (de 25000 habitantes, a 10000 en el siglo XIX). Este hecho transformaría lo que fue una ciudad durante siglos, casi milenios, en un pueblo de abastecimiento de la capital, localidad de cuarteles y quedara a los niveles demográficos de localidades que habían estado en su órbita: "De Alcalá puede decirse hoy que es una colonia militar. En diferentes formas ha tenido varios establecimientos de instrucción del arma de caballería..."

##### Nuevo Baztán y San Fernando de Henares, dos villas planificadas

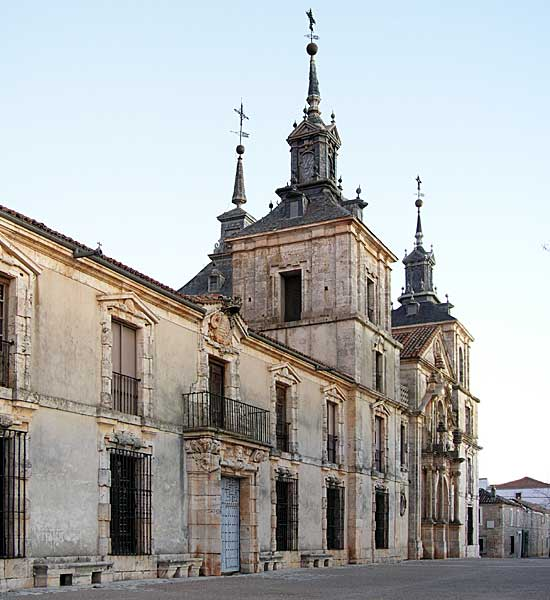
Palacio de Goyeneche e iglesia de San Francisco Javier en Nuevo Baztán

En el siglo XVIII nacerán dos nuevos municipios: San Fernando de Henares y Nuevo Baztán.
Nuevo Baztán surge a partir de la creación de una fábrica de vidrios finos en 1709. A partir de un plano en retículo ortogonal se plantea la nueva villa, que contendrá las fábricas, las viviendas de los trabajadores-colonos y lo más destacado, el palacio del fundador, Juan de Goyeneche y la contigua iglesia de San Francisco Javier.
Por su parte, el nacimiento de San Fernando surge a partir de un real decreto de Felipe V en el que se dicta la compra de la aldehuela de Torrejoncillo o Torrejón de la Ribera el 29 de junio de 1746. La idea era construir una fábrica de paños para el abastecimiento de la Corona española. En torno a las fábricas se construyeron las viviendas de los trabajadores. El poblado además contaría con tiendas esenciales para los habitantes del recién fundado San Fernando.

#### SigloXX-actualidad
Llegada la industrialización a España a principios de siglo y algo más tarde, entre finales de la monarquía de Alfonso XIII de España y la II República Española, aparecerían las primeras industrias alcalaínas. Durante la postguerra hasta el desarrollismo, Alcalá de Henares crecerá de manera moderada, todo lo contrario a lo que ocurrirá a continuación. En 1956 la población sería ya de unos 21680 habitantes y en 1970 la población ya superaba los 40000 habitantes, pese a que Alcalá había quedado fuera del Plan de Ordenación del área metropolitana de Madrid en 1963, al contrario que Coslada, San Fernando de Henares, Rivas, Torrejón de Ardoz y Velilla de San Antonio.

La cercanía de Madrid además repercutirá en otro aspecto: municipios que habían sido vinculados a Alcalá en el ámbito administrativo judicial perderán su identidad como municipios convirtiéndose es barrios de la capital tras una decisión ministerial forzosa. 

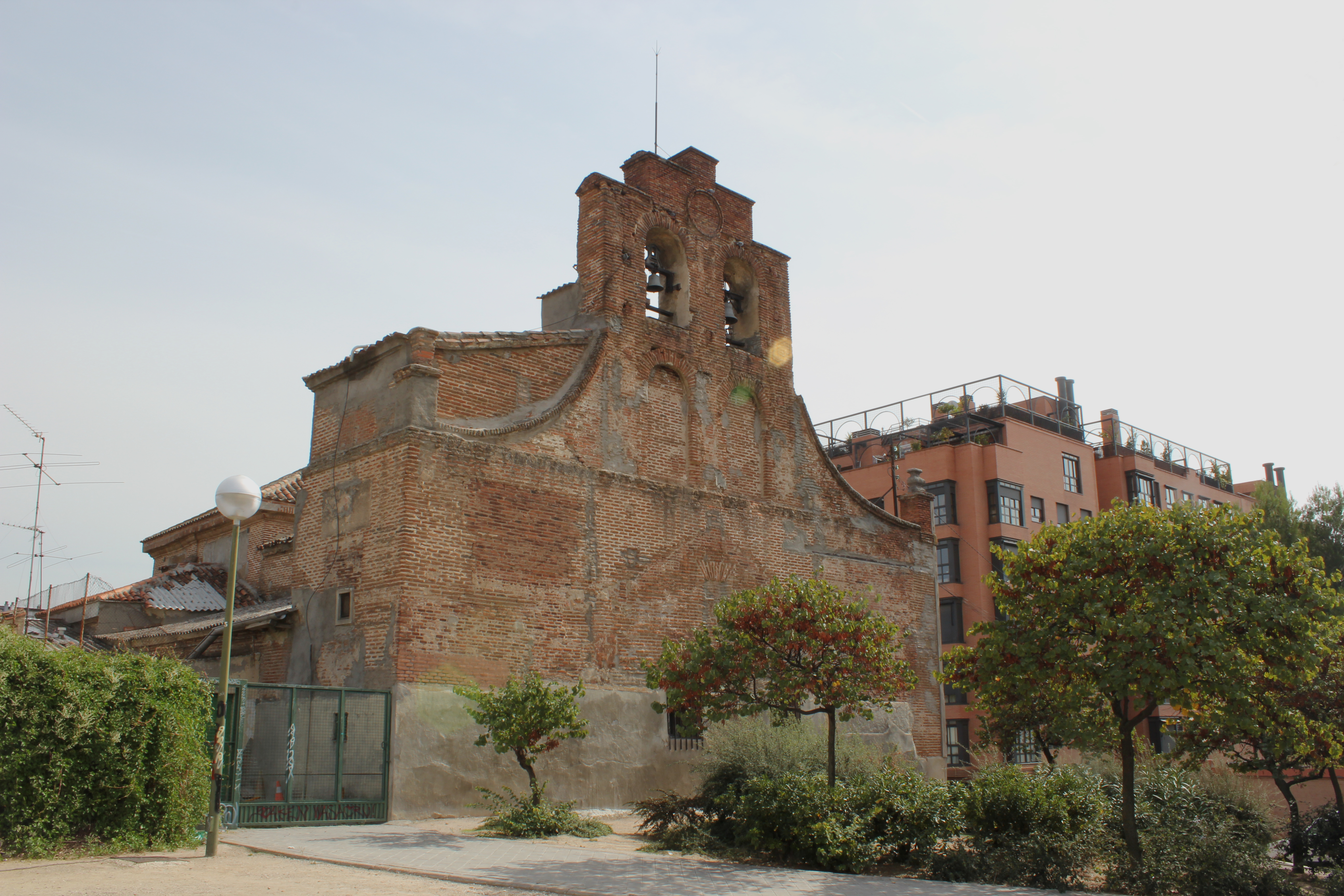
Ermita de San Blas, antigua iglesia del pueblo de Canillas, perteneciente al partido judicial de Alcalá de Henares

Barajas (que ya había absorbido el siglo anterior a la Alameda de Osuna), Canillas y Canillejas lo harán en 1949. Vallecas y Vicálvaro en 1950.
Algunas poblaciones como Coslada darán espectaculares saltos de población, cuyas cifras finales no serían muy distantes de las de Alcalá (899 habitantes en 1950, 3695 habitantes en 1960, 33434 en 1975).
Torrejón de Ardoz también tuvo un crecimiento extraordinario: en 1960, 10794. En 1970, 21117. En 1975, 42266, lo que supuso duplicar la población en cinco años, y más espectacular fue el posterior crecimiento hasta 75398 habitantes en 1980.
 A ellos habría que sumar San Fernando de Henares y Arganda del Rey, con 4037 y 6446 habitantes en 1960; 12056 y 17356 en 1975 respectivamente. Todo esto, indicará que a partir de ahora la población no se centralizará en una única población, sino que ahora hay varios núcleos urbanos de relevancia.
En el último tercio del siglo XX aparecerá el fenómeno de las grandes urbanizaciones y en la comarca alcalaína será un hecho que proliferará en gran medida. Muchas de ellas llegan a alcanzar e incluso superar en tamaño y población a las poblaciones a las que pertenecen. Algunas de ellas son: La Cardosa en Valdeavero; Los Berrocales en Paracuellos; El Robledal, El Gurugú, Zulema y Peñas Albas en Villalbilla; Eurovillas en Nuevo Baztán (según algunas fuentes la mayor de Europa); Santo Domingo en Algete; Urbanización Miraval en Valdeolmos-Alalpardo. Esta circunstancia, junto con las anexiones de algunos municipios entre sí que llevaba realizándose algo más de cien años atrás hará característica la abundancia de términos municipales con más de un municipio o poblado.

## Historia

### Prehistoria

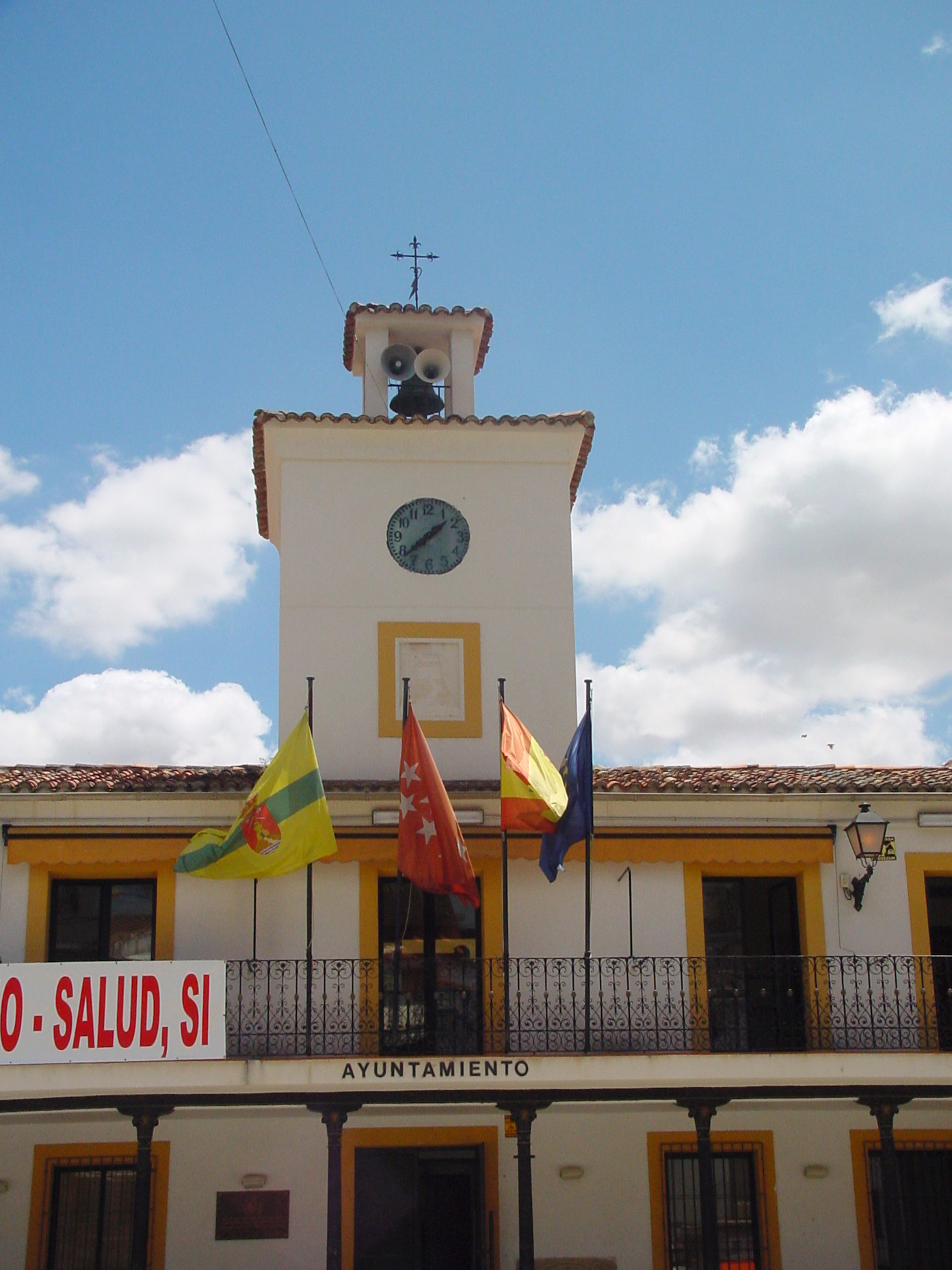
Ayuntamiento de Perales de Tajuña

Durante el Paleolítico, el precisar asentamientos estables en la zona se hace una tarea ardua debido fundamentalmente a la ausencia de un material de trabajo fundamental: el sílex. No obstante, la riqueza fluvial en parte compensaría esta carencia. Así, destacan los yacimientos de las terrazas del Jarama como de extraordinaria importancia. De forma dispersa también se han encontrado restos correspondientes al Paleolítico en: Camarmilla, Henares y el poblado troglodita del Risco de las Cuevas (Perales de Tajuña);
De finales del Neolítico, hallá por el 3000 a. C. se han encontrado restos en: San Fernando, Alcalá; Del Bronce Inicial: Villalbilla, Alcalá, Mejorada del Campo, Orusco; Del Bronce Medio: Paracuellos; Y del Bronce Final: Ecce Homo, Alcalá, Daganzo, Rivas, Ajalvir.

### Edad de Hierro - periodo celtíbero
Ya en la Edad de Hierro, con la llegada de las culturas más civilizadas, hizo su aparición la cultura carpetana, la cual estaba extendida por prácticamente toda la comarca habiéndose encontrado yacimientos en Fuente el Saz, Daganzo, San Fernando, Rivas, Villalbilla, Paracuellos y sobre todo junto al cerro del Viso, donde se sitúa un castro celtíbero en el que fue encontrado un pequeño tesoro con monedas en las cuales en algunas de ellas estaba acuñado el nombre celtíbero de Alcalá: Ikesancom Kombouto.
Es entonces en la época celtíbera cuando podemos hablar de verdaderas poblaciones sedentarias y con cierto nivel tecnológico en la zona, al igual que en la mayor parte de Europa occidental. Sin embargo, algunos historiadores van más allá y hablan de la fundación en el Viso del mítico poblado de Iplacea por parte de los troyanos huidos de las guerras con los griegos (Iplacea es la forma castellanizada del nombre celtíbero Ikesancom). Una de las posibles pruebas radicaría en el genitivo de origen griego "Kombouto". Pero al fin y al cabo este hecho sigue siendo un mito y lo más probable es que, tal y como está demostrado de momento, se trate de un poblado carpetano "convencional".
Pero volviendo a las pruebas que de momento se tienen, debemos resaltar la fundación de Metercosa, junto a la actual Santorcaz, poblado al que algunos historiadores consideran el más antiguo del centro de la península ibérica. También existía el asentamiento que los romanos llamaron posteriormente Alternia (Arganda), el Meco celtíbero (Miccon) y la aldea ligur de Usco (Orusco).
Con el trascurso de los siglos la zona fue quedando despoblada hasta la llegada de los romanos, época en la que apenas quedaban pobladores autóctonos.

### Ocupación romana - cultura visigótica
Los romanos colonizaron estas tierras mediante campañas militares dirigidas por Marco Porcio Catón hacia el año 195 a. C. y con ello fundaron Complutum. Los romanos no lo construyeron todo a partir de cero, sino que también evolucionaron y adaptaron las antiguas instalaciones humanas que había en el lugar. Lo que fue la aldea de Complutum creció de manera extraordinaria y con el tiempo llegó a ostentar la categoría de municipium, pasando a ser una ciudad de referencia en el centro peninsular. Su rápida expansión y prosperidad se dio gracias a su estratégica situación territorial. Alrededor de ella orbitaban numerosas villas que evolucionarían poco a poco en aldeas.

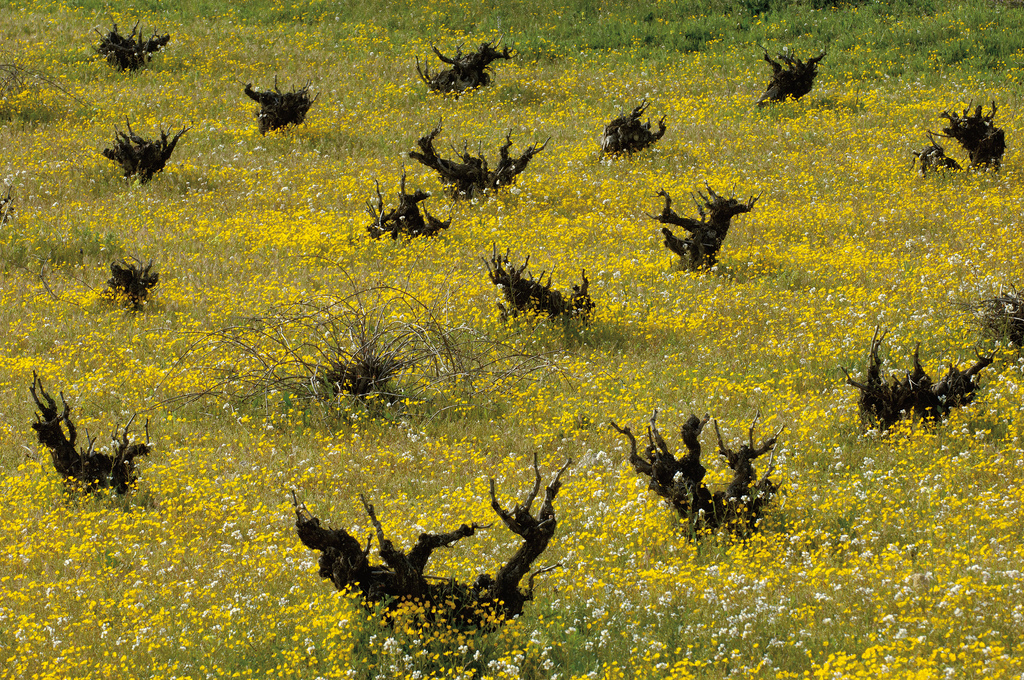
Viñedos en Tielmes (antigua Thermeda)

Complutum pertenecería administrativamente al conventus caesaragustano, en la provincia Tarraconensis (aunque posteriormente la ciudad pasaría a incluirse en la provincia Carthaginensis). El territorio (ager) de Complutum se extendería por gran parte de las que hoy son las provincias de Madrid y Guadalajara (aunque no se ha podido establecer con precisión sus límites). Al igual que Iplacea, otro poblado celtíbero fue transformado al modo romano: Se funda Miaccum (Meco) sustituyendo a la antigua Miccon; mientras tanto, otros asentamientos se crearon de planta nueva: Thermeda (Tielmes), Torres de la Alameda, Valdetorres de Jarama y tiempo después Coslada (alrededor del siglo VI).

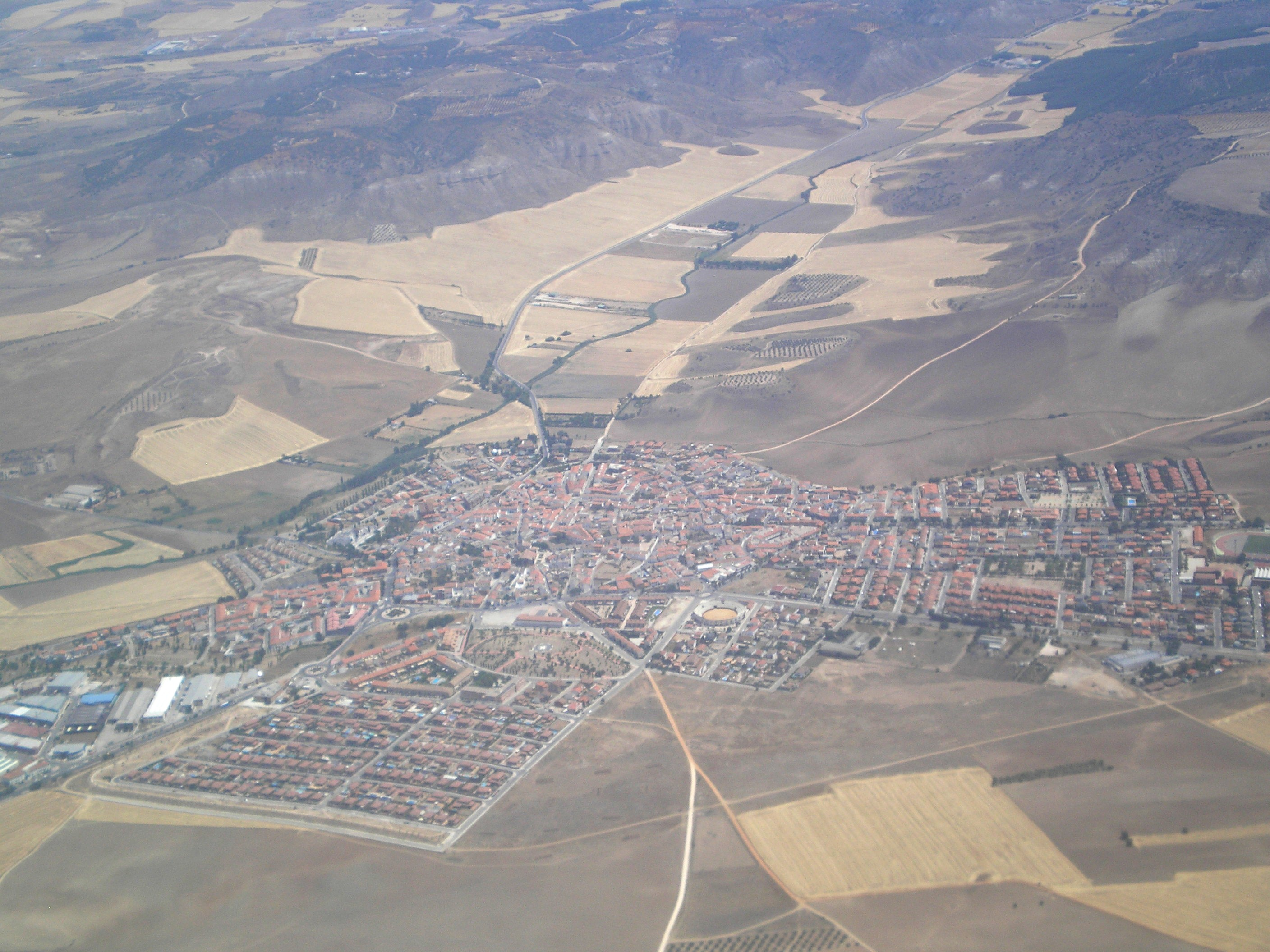
Vista aérea de Torres de la Alameda

Entre 305 o 306 d. C., acontece en Complutum, según la tradición, el martirio de los Santos Niños (el nacimiento de ambos es discutido entre Complutum y Thermeda). Este suceso marcará de manera profunda y definitivamente la posterior evolución de la ciudad y de toda la comarca. Cien años después de la ejecución y como resultado por su esfuerzo en salvar los restos de los Santos Niños, se ordena a San Asturio primer obispo complutense, en la ya ciudad romano-visigótica, y con ello aparece la diócesis de Complutum, y así perdurará como tal hasta finales del siglo IX.
Será a principios de este siglo V cuando Asturio manda construir el primer templo dedicado a los Santos Niños en el llamado Campo Laudable (actual plaza de los Santos Niños en Alcalá), lugar mismo donde fueron hallados los restos de los santos e inmediatamente después de haber sido hallados. Asturio abandona pues su plaza en Toledo y se queda en Complutum.

### La invasión musulmana

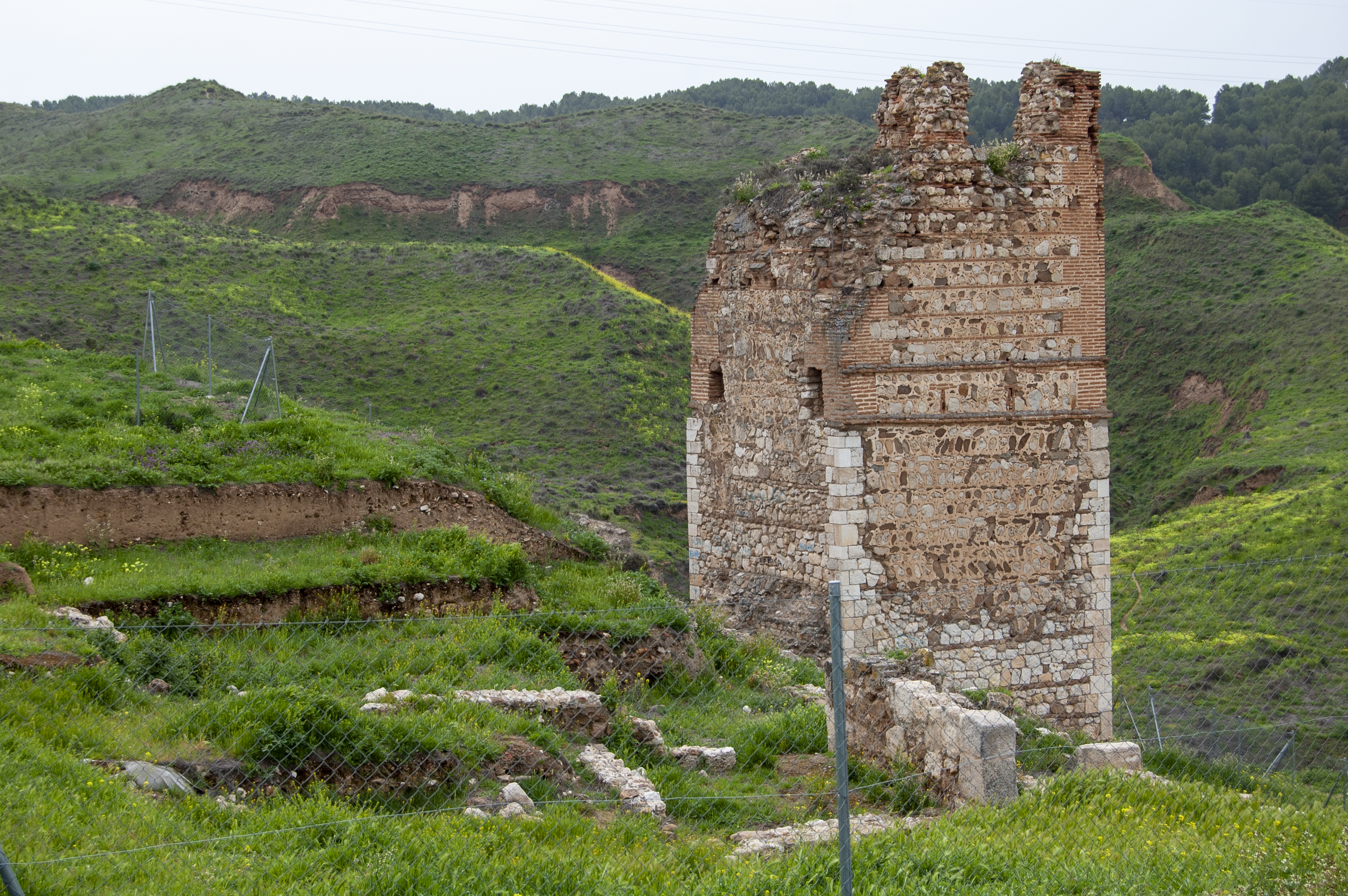
El "Qal'at'Abd al-Salam", el castillo musulmán que posteriormente daría nombre a la Villa y a toda la Comarca.

En el 711 desaparece la monarquía visigoda al comenzar la invasión islámica. Pero no es hasta 714 cuando los musulmanes toman la ciudad de Complutum, a manos del ejército de Muza Ben Nosair. El culto a los Santos Niños por parte de los habitantes de este territorio continuaría sin ningún tipo de problema, incluso sus costumbres y sus manifestaciones de fe siempre y que no fueran públicamente. Todo esto quedó permitido en los tratados de Muza. Persistió una establecida comunidad cristiana y la sucesión de los obispos, tres de los cuales están documentados por su asistencia a los concilios de Toledo.
Mientras tanto, durante el comienzo de esta ocupación, se inicia la construcción de una pequeña fortaleza árabe en el actual término de Alcalá a orillas del río Henares: al-Qul’aya (el castillejo). Con el paso de los siglos este "castillejo" se ampliaría paulatinamente hasta el punto de convertirse en unas instalaciones que ya nada tenían que ver con ese pequeño puesto militar inicial, y así se cambia su denominación por el de "al-qal'at" ("el castillo" o "la fortaleza"), palabra árabe de la que derivaría el nombre moderno de la ciudad y de la comarca. Durante el periodo de ocupación árabe surgirán una gran parte de los actuales núcleos urbanos: Ajalvir (entre los s. VIII-X), Arganda, Algete (núcleo actual), Ambite, Cobeña (s. IX), Paracuellos, Pizola (Pezuela), Valdeavero, Valdilecha y Velilla.
Llegado el reinado de Abderramán I (756-788) el culto cristiano sufre una persecución contra sepulcros y reliquias de mártires y santos. Así pues, de la mano del obispo San Urbicio, las reliquias de los Santos Niños emprenden un largo viaje con el fin de ser protegidas de profanaciones hasta el valle del Nocito, en Huesca. Allí es construido un santuario en honor de los Niños.
Poco antes de la reconquista de Alcalá tuvo lugar la destrucción de la vieja Complutum por parte de un caudillo árabe llamado Argolán, actuando bajo las órdenes del rey de Toledo Al-Mamún. No se sabe con certeza la fecha de este acontecimiento pero es bastante posible que fuera en 1048, en el momento en que los musulmanes recuperan la ciudad que les había sido arrebatada. Según las crónicas de Rasis "Argolán dispersó a los cristianos de Alcalá y destruyó su catedral de Santa María...". En tales crónicas no se comenta nada acerca de la capilla de los Santos Niños pero probablemente corrió la misma suerte que el resto de la ciudad. Así es, que entre 1081 y 1118 la ciudad pasa de unas manos a otras, siendo tomada en el primero de los años citados por Alfonso VI y perdido con la llegada de los almorávides. Hasta que finalmente, en 1118, los cristianos conquistaron Alcalá.

### Edad Media: el alfoz complutense
La villa de Alcalá y "su tierra" fue conquistada personalmente por el arzobispo don Bernardo de Cluny (1086-1124) en el año 1118: "...el arzobispo don Bernardo levó sus engennos a Alcalá que era de moros, e cercóla e prisóla, era MCLVI".
El 4 de mayo de 1099 la diócesis complutense pasa a formar parte de la archidiócesis de Toledo por lo que la región pierde parte de su autonomía. Pero en 1135 se declaró el Fuero Viejo, acta que otorgaba a Alcalá la denominación de villa clerical, con lo que la tierra de Alcalá pasaba a tener privilegios económicos y políticos.

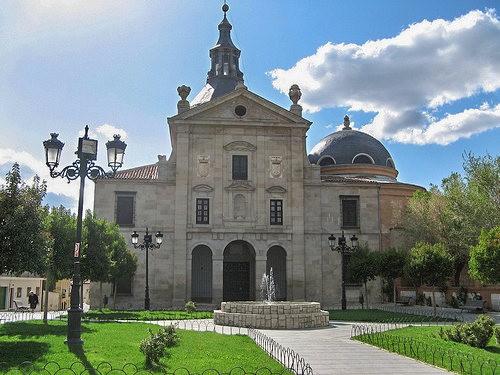
Monasterio de la Inmaculada Concepción en Loeches

Don Bernardo, con su ejército y demás medios, había tomado parte junto a su rey Alfonso VI en la conquista del reino de Toledo (1085) a los musulmanes. En esta conquista fue tomada Alcalá, pero en 1109 fue reconquistada por los almorávides.
El 1 de julio de 1109 falleció Alfonso VI tras haber puesto gran empeño en recuperar Alcalá, porque era fundamental para la defensa del reino de Toledo, constantemente amenazado por los almorávides, quienes, al caer Alcalá, no tardaron en llegar, al frente de su emir Ali ben Yusuf, a Toledo y cercar la plaza, llegando al mismo tiempo hasta Madrid y Guadalajara, y saqueando y arrasando sus términos. La tierra del Henares fue el gran objetivo cristiano, ya que, desde las posiciones de Alcalá y Uclés, los musulmanes hostilizaban constantemente a Toledo y a otras poblaciones de la Transierra causando muertes y depredaciones.
Cuando don Bernardo conquistó Alcalá, no solo consolidó y aseguró las tierras que le había donado anteriormente Alfonso VI, y las comunicaciones con su señorío de Brihuega, y el interés de los arciprestazgos de Madrid y Guadalajara y la seguridad al comercio por el valle del Henares a los que bajaban de la cuenca del Duero, sino también "...la circunstancia del antiguo carácter de Sede episcopal, aunque su restauración pareciese condenada por la Bula pontificia de 1099, en la que el Papa reconocía al arzobispo el derecho sobre la demarcación de la antigua Compluto".
Fruto de esta reconquista y posterior colonización irán surgiendo las aldeas de los actuales municipios de: Ambite (al menos sus primeras referencias), Camarma (como municipio unificado), Aldea del Campo (actual Campo Real, mediados del siglo X), Daganzo (siglo XII, actual asentamiento), Loeches (siglo XII), Los Santos de la Humosa (siglo XIII), Mejorada del Campo (siglo XII), Olmeda de la Cebolla (actual Olmeda de las Fuentes, siglo XII), Perales de Tajuña (siglo XI), Ribatejada (siglo XII probablemente), Torrejón de Ardoz (primer asentamiento, en el siglo XII), Valverde de Alcalá (siglo XII, probable fundación anterior bajo nombre de Quejo), Villalbilla y posteriormente, Fresno de Torote (s. XV, mediante el marqués de Santillana)

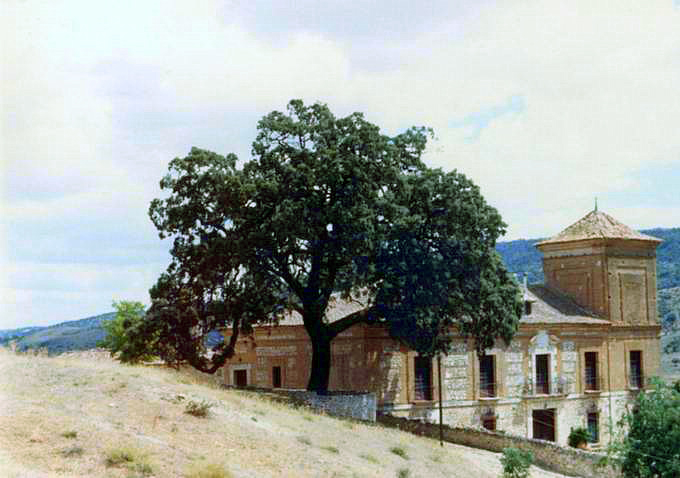
Encina milenaria de Ambite y Palacio de Legarda

El sucesor de don Bernando, el arzobispo don Raimundo, procuró convertir Alcalá en cabeza de su señorío y salvaguardarlo con documentos, por lo que obtiene en 1127 la confirmación de Papa Honorio II al derecho episcopal en Alcalá. También Alfonso VII de León y Castilla, en 1129 le concede el Privilegio de donación del castro de Alcalá con todos sus términos antiguos según pertenecía al "ius regale" para probarlo y poseerleo perpetuamente.
Esta donación que el rey efectuó al arzobispado de Toledo, junto a otras donaciones y privilegios que sucesivos reyes irían efectuando del mismo modo, se debió a la generosa ayuda que los prelados prestaban a los monarcas en sus luchas reconquistadoras de los territorios ocupados por la invasión árabe.
El arzobispo de Toledo, como Príncipe de la Iglesia, ejercía un gran poder espiritual sobre todos los fieles de su Sede, que se fue ampliando a los demás súbditos cuando el Papa le nombró Primado sobre todos los arzobispos y obispos del reino, por lo que su poder de convocatoria para la lucha contra el infiel, a través de miles de púlpitos en todas las diócesis, le hizo indispensable en los proyectos expansivos de la monarquía.
A estos poderes económico y espiritual se unió el poder político cuando Alfonso VIII de Castilla decretó que, en el reino de Castilla, el cargo de Canciller Mayor quedase vinculado al arzobispo de Toledo.
Para facilitar la repoblación y gobernar la villa y su Alfoz, don Raimundo otorgó el antes citado Fuero Viejo, en 1135.

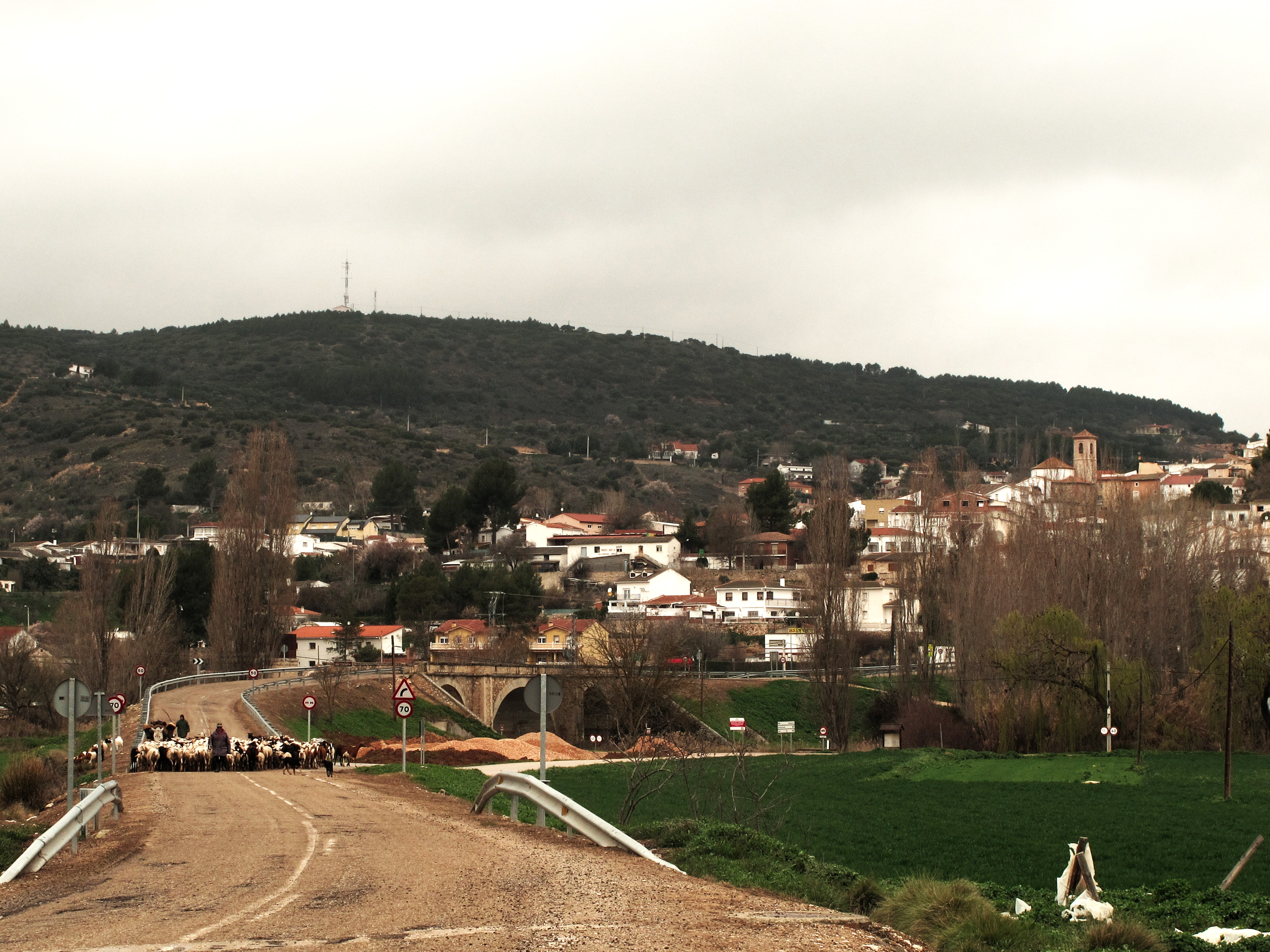
Vista general de Orusco de Tajuña

De este modo, donación real y promulgación del Fuero, quedaba constituida a "Comunidad de villa y tierra de Alcalá de Henares" vinculada al señorío de la mitra toledana.
Este Fuero de Alcalá fue confirmado por todos sus sucesores hasta don Rodrigo Ximénez de Rada, quien en 1223 otorgó un Fuero especial para el concejo de Santiuste (Burgo de Santiuste, sinónimo de Alcalá de Henares) y otro para las aldeas.
En el Fuero se detallaban las 25 villas prelaticias del alfoz complutense, Alcalá y sus aldeas, que pronto sufrieron una merma al entrometerse el Concejo de Segovia, que, por ayudas prestadas al rey, adquieren la tierra entre el Henares y el Tajuña, a saber: Ambite, Arganda, Bilches, Campo de Almirag, Carabaña, El Quexo, El Villar, Loeches, Olmeda, Orusco, Perales, Pezuela, Querencia, Tielmes, Valdemora, Valdetorres, Valdilecha, Valmores y Valtierra.
Estas aldeas fueron confirmadas a los segovianos por Alfonso VIII en 1190 "...según hoy las tenéis y poseéis, con todos sus términos y aguas..." y fue confirmado este acto por el arzobispo de Toledo don Gonzalo Pérez, quien recibe a cambio la villa de Talamanca de Jarama con sus términos y Esquivias. Será don Rodrigo Ximénez de Rada, pocos meses antes de fallecer el rey, 21 de julio de 1214, quien obtiene de éste un Privilegio deshaciendo el trato anterior "...para tranquilidad de su conciencia", con lo que retornan estos pueblos al señorío arzobispal toledano y jurisdicción complutense.
Un caso singular en el conjunto de la Tierra lo constituiría Santorcaz, por su estatus y tratamiento notablemente diferenciado.  Santorcaz gozaba desde 1277 de un privilegio concedido por el arzobispo Fernando de Covarrubias por el que sus alcaldes podían resolver los pleitos directamente, o sea, sin tener que desplazarse los torcuatos a Alcalá, lo cual era una prerrogativa que correspondía a todos los municipios que poseían el título de villa, si bien Santorcaz no lo obtuvo hasta 1486. En la documentación que se conserva del siglo XV siempre suele aparecer mencionada de forma específica y, así, se habla de "villa de Alcalá e su Tierra con Santorcaz" o del "común e Tierra desta villa de Alcalá de Henares e Santorcad". Pese a disfrutar de ese particular tratamiento jurídico y fiscal, Santorcaz concurre en igualdad de condiciones con el resto de los concejos a la reunión del común general de la tierra.
En el siglo XV, ya se habían visto libres de la carga de tener que sostener económicamente el castillo de Alcalá la Vieja por una disposición del arzobispo Sancho de Rojas (1415-1422). Esta liberación fue parcial, pues no consiguieron librarse de la obligación de contribuir a los gastos de mantenimiento de murallas, torres y puertas de la villa, lo que provocó el inicio de pleitos entre el Concejo de Alcalá y su tierra, "alguno de los cuales llegó a dilucidarse ante la curia pontificia".
Esta situación duró hasta el siglo XVI, época en que la mayoría de estas aldeas, que estaban en situación de inferioridad jurídica en relación con la capital del alfoz, y que habían prosperado en riqueza y población, buscan su independencia a través de la negociación para obtener su correspondiente carta de villazgo, según dan a conocer las declaraciones que han quedado recogidas en las Relaciones Geográficas mandadas efectuar por Felipe II.
Esta paulatina gestión de liberación es consecuencia de un largo proceso reivindicativo que podríamos incluir entre las "rebeliones burguesas", tan frecuentes en la España cristiana durante los siglos XI y XII, destinadas a conseguir un estatuto jurídico que les eximiese de las cargas y prestaciones derivadas del régimen señorial.

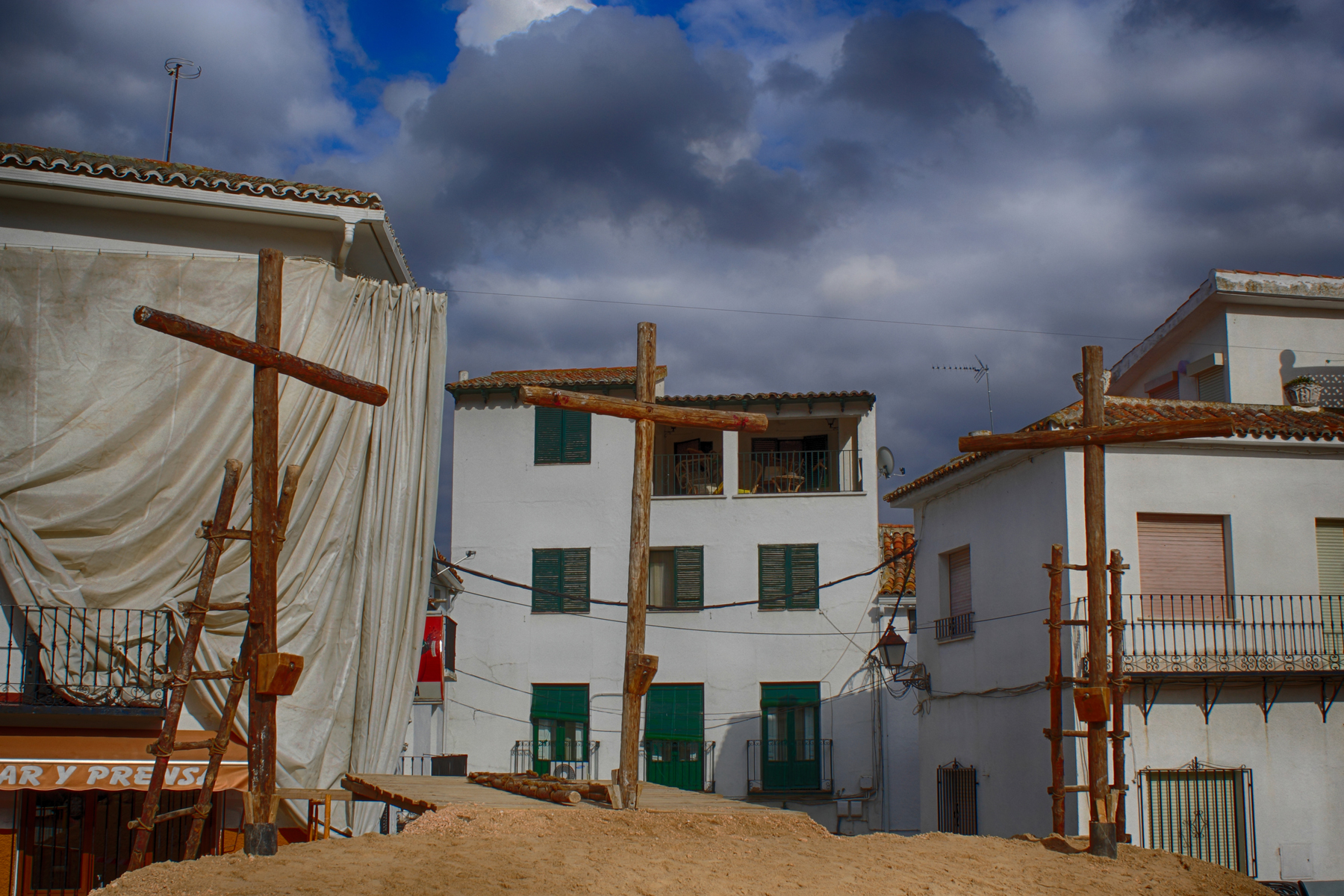
Carabaña en Semana Santa

El tercer fuero, dado en 1509 por el cardenal Cisneros y conocido por Fuero Nuevo, fue el documento que rijió a todas las tierras de Alcalá. La nueva redacción se debía a que Cisneros fue informado por los miembros del Concejo de Alcalá y los diputados del común de que había muchas leyes y ordenanzas del fuero anterior que estaban en desuso, otras no se guardaban y bastantes que estaban "escriptas por tales palabras o vocablos que no se pueden bien entender". Así mismo era necesario actualizar la moneda en que se fijaban las penas. Las poblaciones que estaban afectadas por el Fuero Nuevo eran todas dependientes de Alcalá: Ajalvir, Camarma de Esteruelas, Daganzo de Abajo (o Daganzuelo, hoy despoblado), Torrejón de Ardoz, Valdemora, Arganda, Ambite, Anchuelo, Bilches, Campo Real, Carabaña, Corpa, Los Hueros, Loeches, La Olmeda, Orusco, Perales de Tajuña, Pezuela de las Torres, Querencia, Santorcaz, Los Santos de La Humosa, Tielmes, Torres de la Alameda, Valtierra, Valmores, Valverde de Alcalá, Villar del Olmo, Valdelicha y Villalbilla. El ámbito de aplicación del Fuero Nuevo sería de aplicación para toda la tierra de Alcalá, independientemente de si los municipios habían alcanzado o no la categoría de villa.

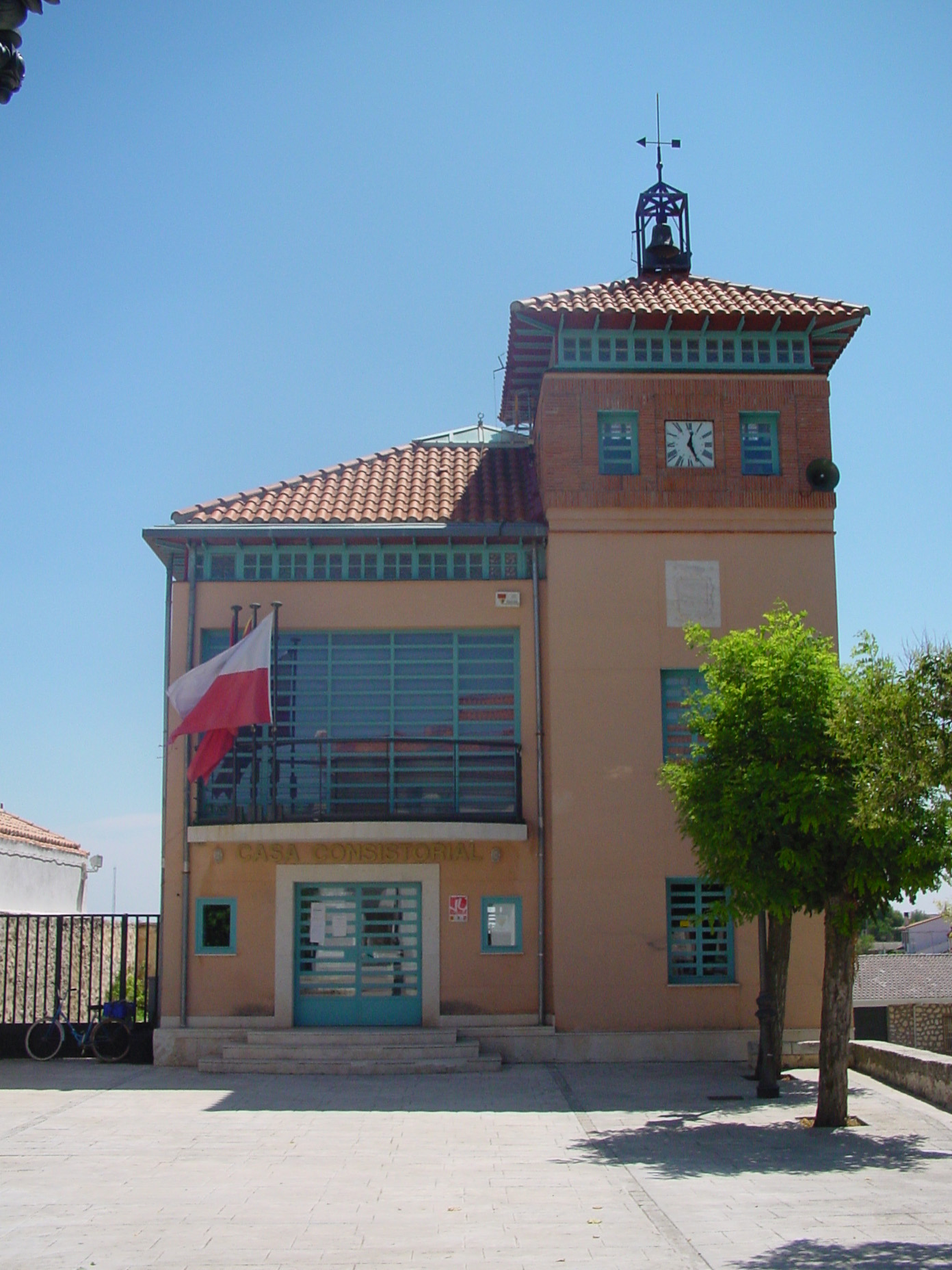
Ayuntamiento de Pezuela de las Torres

### SigloXIX
En septiembre de 1833 se ordena una reorganización territorial de España. Diseñado por Javier de Burgos, la Tierra y Comarca de Alcalá permanecería intacta, pero englobada íntegramente dentro de la nueva provincia de Madrid. El centralismo haría mella en la comarca, y el concepto histórico cultural de la Comarca de Alcalá se desvanecería con el paso del tiempo. A pesar de todo, Alcalá tuvo representantes propios en las Cortes de Cádiz. Tras la revolución de 1868, la circunscripción de Alcalá contaba con dos diputados en la Asamblea de la Nación. A partir de la restauración de Cánovas del Castillo (1872) Alcalá pudo elegir un diputado a Cortes y un senador.

### SigloXX
Durante ninguno de los regímenes acontecidos a lo largo del siglo XX se realizó algún cambio en la organización administrativa que afectara de manera directa a la comarca de Alcalá. Únicamente cabe reseñar que en la Segunda República se suprimen las circunscripciones electorales considerando a las provincias en sí una circunscripción, medida que se adoptó con el fin de acabar con los caciquismos locales y las extorsiones para ganar el voto que se daban aún en diferentes zonas de España, por lo que Alcalá dejará de tener representantes propios en las Cortes.

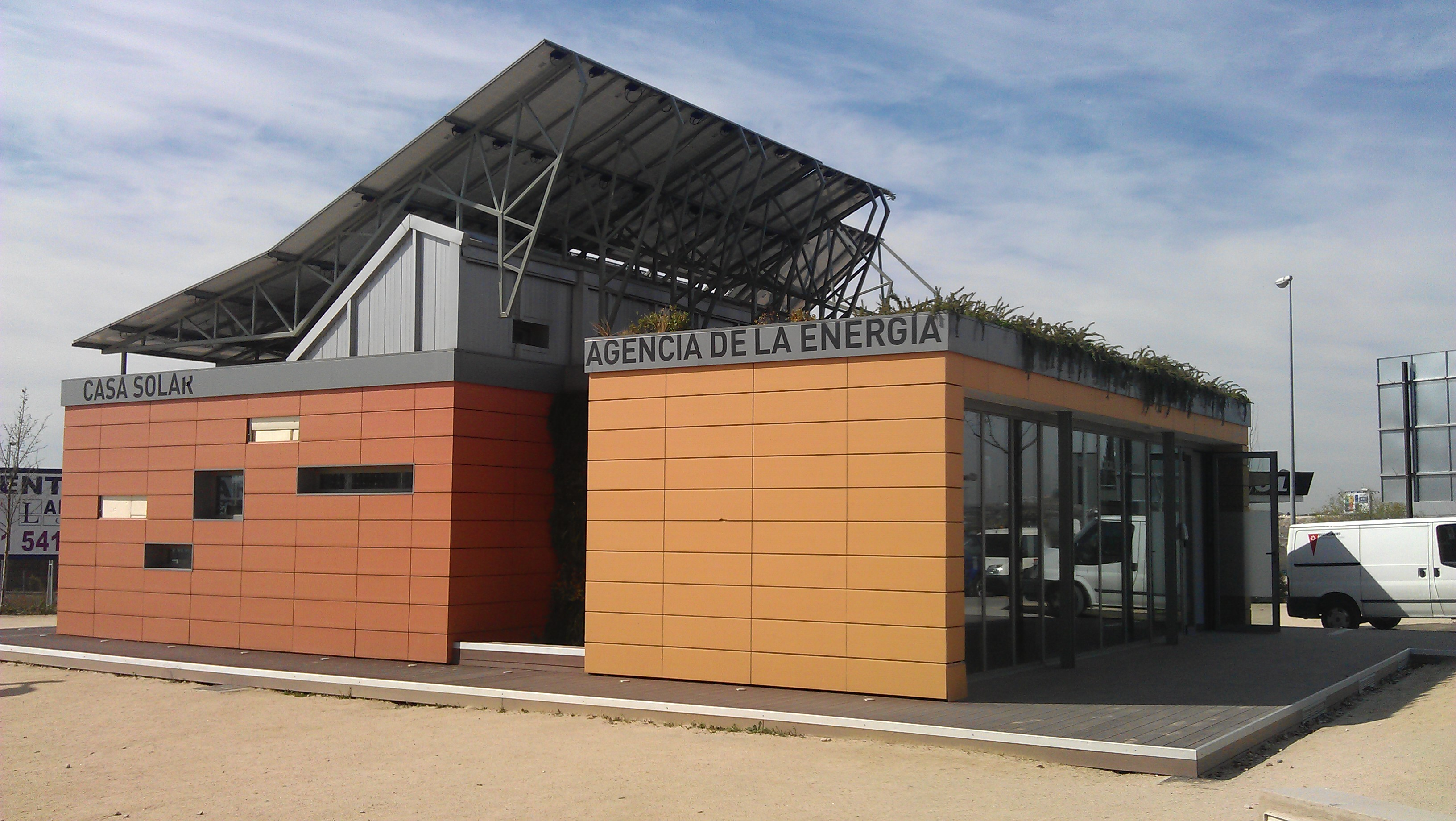
Agencia de la Energía en Rivas

Décadas después, durante el desarrollismo del régimen de Francisco Franco, toda una serie de cambios socioeconómicos provocarán la migración masiva de ciudadanos desde los entornos rurales a las grandes urbes y sus alrededores y a las ciudades costeras emergentes. Al igual que en otros puntos de España, tanto en Madrid como en su entorno próximo se produce un importante crecimiento económico y su consecuente crecimiento demográfico. Algunas pequeñas localidades cercanas a la capital, entre las que se encuentran algunas de las actualmente más pobladas de la comarca, se verán transformadas en ciudades dormitorio. Tales nuevas condiciones darán lugar a una nueva realidad en la que será inconcebible un sentimiento comarcalista. La influencia de la capital es apabullante, y los nuevos ciudadanos se verán en su inmensa mayoría más identificados con Madrid que con los propios municipios en los que residen. Este desarraigo hará retrasar el resurgir del sentimiento comarcalista y será ya restaurada la democracia cuando surgen en Alcalá pequeños movimientos comarcalistas.
Llegado el último tercio del siglo XX y la restauración de la democracia, se comienza a hablar de un posible "Cantón comarcal de Alcalá", una idea que no solo apoyaron intelectuales alcalaínos sino también algún que otro partido político. En el programa electoral del PSOE complutense de 1979 rezaba este mensaje: “defenderemos el principio de solidaridad comarcal como paso a la configuración, en su caso, de la zona de Alcalá como entidad autónoma; y ello porque somos conscientes de que existen problemas a los que sólo puede dárseles respuesta adecuado mediante planes de tipo comarcal y porque consideramos que es el mejor camino para conservar la identidad e independencia de nuestra ciudad frente a la Metrópoli”.
Sin embargo, la idea fue abandonada a lo largo de los ochenta pues ni siquiera la propia comunidad autónoma apoyaba la comarcalización de la región.

### SigloXXI
Actualmente, y desde algunos sectores se reivindica la recuperación de la comarca de Alcalá y de su identidad.[cita requerida]
En 2002 se establece la asociación Grupo de Acción Local Alcarria de Alcalá,[cita requerida] que si bien no abarca toda la comarca ni tan siquiera la totalidad de la subcomarca que representa, sí es digna de mención[cita requerida] y en ella participan alcaldes y concejales de los municipios implicados.
Ha habido iniciativas como la protagonizada por la Asociación de Empresarios del Henares (AEDHE), que en junio de 2010 solicitó a todos los partidos que participasen en las elecciones a la Asamblea de Madrid de 2011, que la Comarca de Alcalá pudiera tener diputados propios tal como una comarca oficial o una provincia. Sin embargo, la idea de comarca se ve en gran medida desvirtuada por la fuerte influencia de la capital estatal, de tal manera que muchos municipios de la misma dependen estrechamente de ésta.

## Reconocimiento oficial

Bandera no oficial propuesta por Plataforma Provincia para Alcalá y otros para la comarca/provincia de Alcalá.

Algunos movimientos buscan la definición de esta área como comarca oficial a pesar de que la Comunidad de Madrid no tiene puesta en la práctica la comarcalización de la autonomía. El Estatuto de Autonomía de la Comunidad de Madrid (art 3.2) reconoce la agrupación de municipios "de carácter funcional o territorial". 
Sí es reconocida de facto por personalidades políticas, medios de comunicación, empresas y otro tipo de entidades y por parte de la ciudadanía. 

### Provincialidad
A la par de la búsqueda de la consideración oficial y legal de la Comarca de Alcalá, varios colectivos e instituciones abogan por un reconocimiento aún mayor: la provincia de Alcalá. 

#### Antecedentes
Desde la fundación de Complutum, siempre había existido una consideración oficial para la ciudad de Complutum/Alcalá y su territorio. Desde el ager romano (del que ya hablamos anteriormente) hasta la Comunidad de Villa y Tierra, pasando por la subprefectura napoleónica, siempre existió en mayor o menor grado de jurisprudencia un territorio con sede administrativa en Alcalá de Henares. Bajo la regencia de María Cristina de Borbón se crea un nuevo modelo territorial para España, basado en el francés y que aún perdura hasta nuestros días, en el que la nación queda dividida en provincias. Alcalá queda fuera de este nuevo mapa, quizá perjudicada por la cercanía de la capital y la adjudicada provincia de Guadalajara y probablemente también alentada por la propia decadencia de la ciudad complutense.
Como también indicamos anteriormente, a pesar de ello, Alcalá mantuvo diputados y senadores hasta la Segunda República Española. Cabe destacar también que la vieja Comunidad de Villa y Tierra se mantuvo en similar configuración en forma de partido judicial hasta bien entrado el siglo XIX.

#### Reconocimientos
Una de las primeras figuras conocidas que vio la necesidad de crear una región para Alcalá fue Esteban Azaña,[cita requerida] alcalde de Alcalá de Henares a finales del siglo XIX y padre de Manuel Azaña. Azaña ya vislumbró la peligrosidad de la cercanía de Madrid.[cita requerida] Un siglo después, el PSOE, en los años ochenta del siglo XX, también abogaba por un estatus oficial, si no de provincia, sí al menos de comarca oficial, al estilo de El Bierzo.[cita requerida] Ecologistas en Acción de Alcalá de Henares también ha compartido esta opción.[cita requerida] Después de la Guerra Civil varios municipios que habían formado parte del partido judicial de Alcalá desde el siglo XIX, como Canillejas o Vallecas fueron incorporados a la capital mediante reales decretos. Posteriormente el rápido crecimiento de la capital alcanzó a muchas de las localidades de la comarca, convirtiéndose en ciudades dormitorio de la misma, lo que contribuyó a diluir el concepto mismo de comarca.[cita requerida]
En 2011, España 2000 de Alcalá de Henares defendió la creación de una circunscripción electoral de Alcalá. Ese mismo año, tras ser nombrado diputado por el PSOE a la Asamblea de Madrid, Eusebio González afirmó en la prensa que sería «el diputado por la Comarca de Alcalá».[cita requerida] Ese mismo año Esperanza Aguirre, presidenta de la Comunidad de Madrid, afirmó que «si hubiera otra provincia en la Comunidad de Madrid, esta sería Alcalá».[cita requerida] El entonces alcalde de Alcalá de Henares, Bartolomé González, se desligó de esta opción afirmando que no había necesidad. Como anécdota, el periódico Diario de Alcalá publicó una inocentada el día de los Santos Inocentes en el que se informaba de la inminente creación de esta provincia.